# Llista d'asteroides (216001-217000)
Llista d'asteroides del 216.001 al 217.000, amb data de descoberta i descobridor. És un fragment de la llista d'asteroides completa. Als asteroides se'ls dona un número quan es confirma la seva òrbita, per tant apareixen llistats aproximadament segons la data de descobriment.

## 216001–216100
| Nom      | Designació provisional | Data de descobriment   | Lloc de descobriment | Descobridor/s        |
| -------- | ---------------------- | ---------------------- | -------------------- | -------------------- |
| 216001 - | 2005 SZ286             | 26 de setembre de 2005 | Apache Point         | A. C. Becker         |
| 216002 - | 2005 TL7               | 1 d'octubre de 2005    | Catalina             | CSS                  |
| 216003 - | 2005 TF76              | 5 d'octubre de 2005    | Catalina             | CSS                  |
| 216004 - | 1995 SQ10              | 8 d'octubre de 2005    | Bergisch Gladbach    | W. Bickel            |
| 216005 - | 2005 TU130             | 7 d'octubre de 2005    | Kitt Peak            | Spacewatch           |
| 216006 - | 2005 TL160             | 9 d'octubre de 2005    | Kitt Peak            | Spacewatch           |
| 216007 - | 2005 TX160             | 9 d'octubre de 2005    | Kitt Peak            | Spacewatch           |
| 216008 - | 2002 CD187             | 1 d'octubre de 2005    | Anderson Mesa        | LONEOS               |
| 216009 - | 2005 UD34              | 24 d'octubre de 2005   | Kitt Peak            | Spacewatch           |
| 216010 - | 2005 UY65              | 22 d'octubre de 2005   | Palomar              | NEAT                 |
| 216011 - | 2005 US66              | 22 d'octubre de 2005   | Palomar              | NEAT                 |
| 216012 - | 2005 UX80              | 25 d'octubre de 2005   | Catalina             | CSS                  |
| 216013 - | 2002 CN266             | 22 d'octubre de 2005   | Kitt Peak            | Spacewatch           |
| 216014 - | 2005 UZ141             | 25 d'octubre de 2005   | Catalina             | CSS                  |
| 216015 - | 2005 UB162             | 27 d'octubre de 2005   | Socorro              | LINEAR               |
| 216016 - | 2005 UD213             | 27 d'octubre de 2005   | Mount Lemmon         | Mt. Lemmon Survey    |
| 216017 - | 2004 RH206             | 28 d'octubre de 2005   | Kitt Peak            | Spacewatch           |
| 216018 - | 1996 RH2               | 25 d'octubre de 2005   | Catalina             | CSS                  |
| 216019 - | 2005 UU383             | 27 d'octubre de 2005   | Catalina             | CSS                  |
| 216020 - | 2005 UD510             | 24 d'octubre de 2005   | Kitt Peak            | Spacewatch           |
| 216021 - | 2005 UF510             | 24 d'octubre de 2005   | Kitt Peak            | Spacewatch           |
| 216022 - | 2005 UY517             | 25 d'octubre de 2005   | Apache Point         | A. C. Becker         |
| 216023 - | 2005 VH                | 2 de novembre de 2005  | Desert Moon          | B. L. Stevens        |
| 216024 - | 2005 VX10              | 2 de novembre de 2005  | Mount Lemmon         | Mt. Lemmon Survey    |
| 216025 - | 2004 RG316             | 4 de novembre de 2005  | Mount Lemmon         | Mt. Lemmon Survey    |
| 216026 - | 2005 VJ87              | 6 de novembre de 2005  | Kitt Peak            | Spacewatch           |
| 216027 - | 2003 FU104             | 11 de novembre de 2005 | Kitt Peak            | Spacewatch           |
| 216028 - | 2004 TF304             | 28 de novembre de 2005 | Junk Bond            | D. Healy             |
| 216029 - | 1999 FE93              | 7 de desembre de 2005  | Socorro              | LINEAR               |
| 216030 - | 2005 XR79              | 4 de desembre de 2005  | Kitt Peak            | Spacewatch           |
| 216031 - | 2003 FF127             | 28 de desembre de 2005 | Mount Lemmon         | Mt. Lemmon Survey    |
| 216032 - | 2005 YY194             | 31 de desembre de 2005 | Kitt Peak            | Spacewatch           |
| 216033 - | 2001 XR249             | 4 de gener de 2006     | Mount Lemmon         | Mt. Lemmon Survey    |
| 216034 - | 2006 BN143             | 28 de gener de 2006    | Mount Lemmon         | Mt. Lemmon Survey    |
| 216035 - | 2006 BA168             | 26 de gener de 2006    | Mount Lemmon         | Mt. Lemmon Survey    |
| 216036 - | 2004 SS12              | 21 de febrer de 2006   | Catalina             | CSS                  |
| 216037 - | 2006 DU12              | 21 de febrer de 2006   | Mount Lemmon         | Mt. Lemmon Survey    |
| 216038 - | 2006 DH59              | 24 de febrer de 2006   | Mount Lemmon         | Mt. Lemmon Survey    |
| 216039 - | 2002 JJ138             | 2 de març de 2006      | Kitt Peak            | Spacewatch           |
| 216040 - | 2003 SO141             | 18 d'abril de 2006     | Anderson Mesa        | LONEOS               |
| 216041 - | 2006 HO9               | 19 d'abril de 2006     | Kitt Peak            | Spacewatch           |
| 216042 - | 2006 JC19              | 2 de maig de 2006      | Mount Lemmon         | Mt. Lemmon Survey    |
| 216043 - | 2006 JP33              | 4 de maig de 2006      | Mount Lemmon         | Mt. Lemmon Survey    |
| 216044 - | 2006 JV35              | 4 de maig de 2006      | Kitt Peak            | Spacewatch           |
| 216045 - | 2002 CH236             | 21 de maig de 2006     | Kitt Peak            | Spacewatch           |
| 216046 - | 2006 LK1               | 3 de juny de 2006      | Mount Lemmon         | Mt. Lemmon Survey    |
| 216047 - | 2006 OJ2               | 18 de juliol de 2006   | Mount Lemmon         | Mt. Lemmon Survey    |
| 216048 - | 2006 OQ10              | 26 de juliol de 2006   | Cordell-Lorenz       | Cordell-Lorenz       |
| 216049 - | 2006 OS13              | 25 de juliol de 2006   | Palomar              | NEAT                 |
| 216050 - | 2006 OA15              | 26 de juliol de 2006   | Reedy Creek          | J. Broughton         |
| 216051 - | 2006 OR17              | 18 de juliol de 2006   | Siding Spring        | Siding Spring Survey |
| 216052 - | 2003 WK168             | 31 de juliol de 2006   | Siding Spring        | Siding Spring Survey |
| 216053 - | 2006 PD10              | 13 d'agost de 2006     | Palomar              | NEAT                 |
| 216054 - | 2006 PB13              | 14 d'agost de 2006     | Siding Spring        | Siding Spring Survey |
| 216055 - | 2005 ED283             | 14 d'agost de 2006     | Siding Spring        | Siding Spring Survey |
| 216056 - | 2006 PM21              | 15 d'agost de 2006     | Palomar              | NEAT                 |
| 216057 - | 2006 PU26              | 15 d'agost de 2006     | Palomar              | NEAT                 |
| 216058 - | 2003 WR56              | 12 d'agost de 2006     | Palomar              | NEAT                 |
| 216059 - | 2003 YC101             | 14 d'agost de 2006     | Palomar              | NEAT                 |
| 216060 - | 2005 GE215             | 17 d'agost de 2006     | Palomar              | NEAT                 |
| 216061 - | 2006 QU6               | 17 d'agost de 2006     | Palomar              | NEAT                 |
| 216062 - | 2005 EK178             | 18 d'agost de 2006     | Socorro              | LINEAR               |
| 216063 - | 2006 QZ8               | 19 d'agost de 2006     | Kitt Peak            | Spacewatch           |
| 216064 - | 2006 QP10              | 20 d'agost de 2006     | Kanab                | E. E. Sheridan       |
| 216065 - | 1999 TK314             | 16 d'agost de 2006     | Lulin                | C.-S. Lin i Q.-z. Ye |
| 216066 - | 2002 LU1               | 16 d'agost de 2006     | Siding Spring        | Siding Spring Survey |
| 216067 - | 2003 WJ91              | 16 d'agost de 2006     | Siding Spring        | Siding Spring Survey |
| 216068 - | 2003 WX144             | 17 d'agost de 2006     | Palomar              | NEAT                 |
| 216069 - | 2000 QS246             | 17 d'agost de 2006     | Palomar              | NEAT                 |
| 216070 - | 2006 QO20              | 18 d'agost de 2006     | Anderson Mesa        | LONEOS               |
| 216071 - | 2006 QE25              | 18 d'agost de 2006     | Anderson Mesa        | LONEOS               |
| 216072 - | 2006 QL29              | 16 d'agost de 2006     | Siding Spring        | Siding Spring Survey |
| 216073 - | 2002 JE26              | 23 d'agost de 2006     | Socorro              | LINEAR               |
| 216074 - | 2006 QE36              | 21 d'agost de 2006     | Pla D'Arguines       | R. Ferrando          |
| 216075 - | 2006 QO44              | 19 d'agost de 2006     | Anderson Mesa        | LONEOS               |
| 216076 - | 2006 QV46              | 20 d'agost de 2006     | Palomar              | NEAT                 |
| 216077 - | 2006 QG53              | 23 d'agost de 2006     | Palomar              | NEAT                 |
| 216078 - | 2002 GB116             | 16 d'agost de 2006     | Siding Spring        | Siding Spring Survey |
| 216079 - | 2006 QY57              | 27 d'agost de 2006     | Kanab                | E. E. Sheridan       |
| 216080 - | 1999 RT64              | 20 d'agost de 2006     | Palomar              | NEAT                 |
| 216081 - | 2006 QM78              | 22 d'agost de 2006     | Palomar              | NEAT                 |
| 216082 - | 2001 FM195             | 23 d'agost de 2006     | Socorro              | LINEAR               |
| 216083 - | 2001 TB131             | 27 d'agost de 2006     | Kitt Peak            | Spacewatch           |
| 216084 - | 2006 QA96              | 16 d'agost de 2006     | Palomar              | NEAT                 |
| 216085 - | 2006 QT107             | 28 d'agost de 2006     | Catalina             | CSS                  |
| 216086 - | 2006 QN130             | 20 d'agost de 2006     | Palomar              | NEAT                 |
| 216087 - | 2003 YF71              | 27 d'agost de 2006     | Anderson Mesa        | LONEOS               |
| 216088 - | 2003 WL4               | 27 d'agost de 2006     | Anderson Mesa        | LONEOS               |
| 216089 - | 2006 QH136             | 29 d'agost de 2006     | Anderson Mesa        | LONEOS               |
| 216090 - | 2005 GU163             | 29 d'agost de 2006     | Anderson Mesa        | LONEOS               |
| 216091 - | 2006 QZ159             | 19 d'agost de 2006     | Kitt Peak            | Spacewatch           |
| 216092 - | 2005 JJ64              | 19 d'agost de 2006     | Kitt Peak            | Spacewatch           |
| 216093 - | 2006 QZ166             | 30 d'agost de 2006     | Socorro              | LINEAR               |
| 216094 - | 1998 HA31              | 30 d'agost de 2006     | Anderson Mesa        | LONEOS               |
| 216095 - | 2006 RW5               | 14 de setembre de 2006 | Kitt Peak            | Spacewatch           |
| 216096 - | 2000 GP167             | 14 de setembre de 2006 | Kitt Peak            | Spacewatch           |
| 216097 - | 2006 RU16              | 14 de setembre de 2006 | Catalina             | CSS                  |
| 216098 - | 2006 RT18              | 14 de setembre de 2006 | Palomar              | NEAT                 |
| 216099 - | 2006 RS20              | 15 de setembre de 2006 | Kitt Peak            | Spacewatch           |
| 216100 - | 2006 RA23              | 12 de setembre de 2006 | Socorro              | LINEAR               |

## 216101–216200
| Nom      | Designació provisional | Data de descobriment   | Lloc de descobriment | Descobridor/s     |
| -------- | ---------------------- | ---------------------- | -------------------- | ----------------- |
| 216101 - | 2005 LJ31              | 12 de setembre de 2006 | Catalina             | CSS               |
| 216102 - | 2006 RS24              | 14 de setembre de 2006 | Kitt Peak            | Spacewatch        |
| 216103 - | 2004 BK146             | 12 de setembre de 2006 | Catalina             | CSS               |
| 216104 - | 1995 SL13              | 14 de setembre de 2006 | Kitt Peak            | Spacewatch        |
| 216105 - | 2006 RX44              | 14 de setembre de 2006 | Kitt Peak            | Spacewatch        |
| 216106 - | 2006 RN46              | 14 de setembre de 2006 | Kitt Peak            | Spacewatch        |
| 216107 - | 2006 RZ47              | 14 de setembre de 2006 | Catalina             | CSS               |
| 216108 - | 1999 VD215             | 15 de setembre de 2006 | Kitt Peak            | Spacewatch        |
| 216109 - | 2006 RJ75              | 15 de setembre de 2006 | Kitt Peak            | Spacewatch        |
| 216110 - | 2006 RA85              | 15 de setembre de 2006 | Kitt Peak            | Spacewatch        |
| 216111 - | 2006 RU87              | 15 de setembre de 2006 | Kitt Peak            | Spacewatch        |
| 216112 - | 2006 RP90              | 15 de setembre de 2006 | Kitt Peak            | Spacewatch        |
| 216113 - | 1999 BC28              | 15 de setembre de 2006 | Kitt Peak            | Spacewatch        |
| 216114 - | 1999 VE213             | 17 de setembre de 2006 | Catalina             | CSS               |
| 216115 - | 2006 SU19              | 18 de setembre de 2006 | Kitt Peak            | Spacewatch        |
| 216116 - | 2006 SE28              | 17 de setembre de 2006 | Kitt Peak            | Spacewatch        |
| 216117 - | 1995 WK28              | 17 de setembre de 2006 | Anderson Mesa        | LONEOS            |
| 216118 - | 2006 SV38              | 18 de setembre de 2006 | Kitt Peak            | Spacewatch        |
| 216119 - | 2006 SM42              | 18 de setembre de 2006 | Anderson Mesa        | LONEOS            |
| 216120 - | 2006 SP46              | 19 de setembre de 2006 | Catalina             | CSS               |
| 216121 - | 2006 ST56              | 20 de setembre de 2006 | Catalina             | CSS               |
| 216122 - | 2005 JQ148             | 18 de setembre de 2006 | Anderson Mesa        | LONEOS            |
| 216123 - | 2006 SN68              | 19 de setembre de 2006 | Kitt Peak            | Spacewatch        |
| 216124 - | 2004 FL102             | 19 de setembre de 2006 | Kitt Peak            | Spacewatch        |
| 216125 - | 2002 RK197             | 19 de setembre de 2006 | Kitt Peak            | Spacewatch        |
| 216126 - | 2006 SD89              | 18 de setembre de 2006 | Kitt Peak            | Spacewatch        |
| 216127 - | 2006 SA92              | 18 de setembre de 2006 | Kitt Peak            | Spacewatch        |
| 216128 - | 1998 SO31              | 18 de setembre de 2006 | Kitt Peak            | Spacewatch        |
| 216129 - | 2006 SX93              | 18 de setembre de 2006 | Kitt Peak            | Spacewatch        |
| 216130 - | 2001 UV181             | 18 de setembre de 2006 | Kitt Peak            | Spacewatch        |
| 216131 - | 2006 SE97              | 18 de setembre de 2006 | Kitt Peak            | Spacewatch        |
| 216132 - | 1997 SJ20              | 19 de setembre de 2006 | Kitt Peak            | Spacewatch        |
| 216133 - | 2006 SH105             | 19 de setembre de 2006 | Kitt Peak            | Spacewatch        |
| 216134 - | 2006 SE108             | 19 de setembre de 2006 | Catalina             | CSS               |
| 216135 - | 2006 SP108             | 19 de setembre de 2006 | Kitt Peak            | Spacewatch        |
| 216136 - | 2006 SZ108             | 19 de setembre de 2006 | Kitt Peak            | Spacewatch        |
| 216137 - | 2006 SO110             | 20 de setembre de 2006 | Catalina             | CSS               |
| 216138 - | 2006 SJ112             | 23 de setembre de 2006 | Kitt Peak            | Spacewatch        |
| 216139 - | 1995 HN4               | 18 de setembre de 2006 | Catalina             | CSS               |
| 216140 - | 2006 ST119             | 18 de setembre de 2006 | Catalina             | CSS               |
| 216141 - | 1999 UD32              | 19 de setembre de 2006 | Catalina             | CSS               |
| 216142 - | 2006 SQ147             | 19 de setembre de 2006 | Kitt Peak            | Spacewatch        |
| 216143 - | 2006 SY172             | 25 de setembre de 2006 | Kitt Peak            | Spacewatch        |
| 216144 - | 2006 SE219             | 30 de setembre de 2006 | Catalina             | CSS               |
| 216145 - | 2006 SY261             | 26 de setembre de 2006 | Mount Lemmon         | Mt. Lemmon Survey |
| 216146 - | 2004 FM165             | 26 de setembre de 2006 | Mount Lemmon         | Mt. Lemmon Survey |
| 216147 - | 2006 SE275             | 27 de setembre de 2006 | Kitt Peak            | Spacewatch        |
| 216148 - | 2005 LG21              | 29 de setembre de 2006 | Anderson Mesa        | LONEOS            |
| 216149 - | 2004 FV68              | 29 de setembre de 2006 | Anderson Mesa        | LONEOS            |
| 216150 - | 2006 SL285             | 24 de setembre de 2006 | Kitt Peak            | Spacewatch        |
| 216151 - | 2006 SV288             | 26 de setembre de 2006 | Catalina             | CSS               |
| 216152 - | 2001 PD36              | 25 de setembre de 2006 | Kitt Peak            | Spacewatch        |
| 216153 - | 2006 SD300             | 26 de setembre de 2006 | Catalina             | CSS               |
| 216154 - | 1996 GB14              | 27 de setembre de 2006 | Kitt Peak            | Spacewatch        |
| 216155 - | 2006 SY318             | 27 de setembre de 2006 | Kitt Peak            | Spacewatch        |
| 216156 - | 2006 SF323             | 27 de setembre de 2006 | Kitt Peak            | Spacewatch        |
| 216157 - | 2006 SM327             | 27 de setembre de 2006 | Kitt Peak            | Spacewatch        |
| 216158 - | 2006 SD328             | 27 de setembre de 2006 | Kitt Peak            | Spacewatch        |
| 216159 - | 2006 SA333             | 28 de setembre de 2006 | Kitt Peak            | Spacewatch        |
| 216160 - | 2004 ER90              | 28 de setembre de 2006 | Kitt Peak            | Spacewatch        |
| 216161 - | 2006 SD354             | 30 de setembre de 2006 | Catalina             | CSS               |
| 216162 - | 2006 SL360             | 30 de setembre de 2006 | Mount Lemmon         | Mt. Lemmon Survey |
| 216163 - | 2006 SF361             | 30 de setembre de 2006 | Mount Lemmon         | Mt. Lemmon Survey |
| 216164 - | 2005 GS123             | 17 de setembre de 2006 | Apache Point         | A. C. Becker      |
| 216165 - | 2000 HP97              | 29 de setembre de 2006 | Apache Point         | A. C. Becker      |
| 216166 - | 2006 SM385             | 29 de setembre de 2006 | Apache Point         | A. C. Becker      |
| 216167 - | 2006 SD389             | 30 de setembre de 2006 | Apache Point         | A. C. Becker      |
| 216168 - | 2006 SG391             | 18 de setembre de 2006 | Kitt Peak            | Spacewatch        |
| 216169 - | 2006 SU392             | 26 de setembre de 2006 | Mount Lemmon         | Mt. Lemmon Survey |
| 216170 - | 2006 SF394             | 30 de setembre de 2006 | Mount Lemmon         | Mt. Lemmon Survey |
| 216171 - | 2006 SS404             | 30 de setembre de 2006 | Mount Lemmon         | Mt. Lemmon Survey |
| 216172 - | 2006 ST408             | 19 de setembre de 2006 | Catalina             | CSS               |
| 216173 - | 2004 EO115             | 3 d'octubre de 2006    | Mount Lemmon         | Mt. Lemmon Survey |
| 216174 - | 2006 TA21              | 11 d'octubre de 2006   | Kitt Peak            | Spacewatch        |
| 216175 - | 2006 TE21              | 11 d'octubre de 2006   | Kitt Peak            | Spacewatch        |
| 216176 - | 2001 SJ83              | 11 d'octubre de 2006   | Kitt Peak            | Spacewatch        |
| 216177 - | 2006 TE23              | 11 d'octubre de 2006   | Kitt Peak            | Spacewatch        |
| 216178 - | 2001 LG9               | 11 d'octubre de 2006   | Kitt Peak            | Spacewatch        |
| 216179 - | 2006 TC24              | 11 d'octubre de 2006   | Kitt Peak            | Spacewatch        |
| 216180 - | 2001 UG104             | 12 d'octubre de 2006   | Kitt Peak            | Spacewatch        |
| 216181 - | 2006 TV35              | 12 d'octubre de 2006   | Kitt Peak            | Spacewatch        |
| 216182 - | 2001 YN141             | 12 d'octubre de 2006   | Kitt Peak            | Spacewatch        |
| 216183 - | 2000 HB92              | 12 d'octubre de 2006   | Kitt Peak            | Spacewatch        |
| 216184 - | 2001 SP92              | 14 d'octubre de 2006   | Bergisch Gladbach    | W. Bickel         |
| 216185 - | 2001 AH50              | 11 d'octubre de 2006   | Kitt Peak            | Spacewatch        |
| 216186 - | 2006 TU73              | 11 d'octubre de 2006   | Kitt Peak            | Spacewatch        |
| 216187 - | 2004 FM133             | 11 d'octubre de 2006   | Palomar              | NEAT              |
| 216188 - | 2006 TC79              | 12 d'octubre de 2006   | Kitt Peak            | Spacewatch        |
| 216189 - | 2006 TK102             | 15 d'octubre de 2006   | Kitt Peak            | Spacewatch        |
| 216190 - | 2006 TD109             | 3 d'octubre de 2006    | Mount Lemmon         | Mt. Lemmon Survey |
| 216191 - | 2005 CL61              | 11 d'octubre de 2006   | Palomar              | NEAT              |
| 216192 - | 2006 TT112             | 1 d'octubre de 2006    | Apache Point         | A. C. Becker      |
| 216193 - | 2006 TL117             | 3 d'octubre de 2006    | Apache Point         | A. C. Becker      |
| 216194 - | 2005 MX49              | 17 d'octubre de 2006   | Piszkesteto          | K. Sarneczky      |
| 216195 - | 2006 UD5               | 16 d'octubre de 2006   | Kitt Peak            | Spacewatch        |
| 216196 - | 2006 UW5               | 16 d'octubre de 2006   | Kitt Peak            | Spacewatch        |
| 216197 - | 2006 UA7               | 16 d'octubre de 2006   | Catalina             | CSS               |
| 216198 - | 2000 HG100             | 16 d'octubre de 2006   | Catalina             | CSS               |
| 216199 - | 2005 LX21              | 16 d'octubre de 2006   | Catalina             | CSS               |
| 216200 - | 2001 QQ332             | 17 d'octubre de 2006   | Mount Lemmon         | Mt. Lemmon Survey |

## 216201–216300
| Nom      | Designació provisional | Data de descobriment   | Lloc de descobriment | Descobridor/s           |
| -------- | ---------------------- | ---------------------- | -------------------- | ----------------------- |
| 216201 - | 2002 XZ98              | 17 d'octubre de 2006   | Mount Lemmon         | Mt. Lemmon Survey       |
| 216202 - | 2006 UJ13              | 17 d'octubre de 2006   | Mount Lemmon         | Mt. Lemmon Survey       |
| 216203 - | 2002 XR98              | 17 d'octubre de 2006   | Mount Lemmon         | Mt. Lemmon Survey       |
| 216204 - | 2006 UD20              | 16 d'octubre de 2006   | Kitt Peak            | Spacewatch              |
| 216205 - | 2006 UQ27              | 16 d'octubre de 2006   | Kitt Peak            | Spacewatch              |
| 216206 - | 2006 UZ44              | 16 d'octubre de 2006   | Kitt Peak            | Spacewatch              |
| 216207 - | 2006 UN45              | 16 d'octubre de 2006   | Kitt Peak            | Spacewatch              |
| 216208 - | 2006 UC58              | 18 d'octubre de 2006   | Kitt Peak            | Spacewatch              |
| 216209 - | 2006 UA61              | 19 d'octubre de 2006   | Catalina             | CSS                     |
| 216210 - | 2006 UO65              | 16 d'octubre de 2006   | Mount Lemmon         | Mt. Lemmon Survey       |
| 216211 - | 2006 UV68              | 16 d'octubre de 2006   | Catalina             | CSS                     |
| 216212 - | 2006 UC73              | 17 d'octubre de 2006   | Kitt Peak            | Spacewatch              |
| 216213 - | 2006 UT79              | 17 d'octubre de 2006   | Kitt Peak            | Spacewatch              |
| 216214 - | 2004 JR41              | 17 d'octubre de 2006   | Kitt Peak            | Spacewatch              |
| 216215 - | 2006 UG92              | 18 d'octubre de 2006   | Kitt Peak            | Spacewatch              |
| 216216 - | 2006 UR93              | 18 d'octubre de 2006   | Kitt Peak            | Spacewatch              |
| 216217 - | 2006 UD94              | 18 d'octubre de 2006   | Kitt Peak            | Spacewatch              |
| 216218 - | 2004 EP85              | 18 d'octubre de 2006   | Kitt Peak            | Spacewatch              |
| 216219 - | 1997 UV22              | 18 d'octubre de 2006   | Kitt Peak            | Spacewatch              |
| 216220 - | 2006 UD99              | 18 d'octubre de 2006   | Kitt Peak            | Spacewatch              |
| 216221 - | 2006 UZ103             | 18 d'octubre de 2006   | Kitt Peak            | Spacewatch              |
| 216222 - | 2006 UG108             | 18 d'octubre de 2006   | Kitt Peak            | Spacewatch              |
| 216223 - | 1995 NK1               | 19 d'octubre de 2006   | Mount Lemmon         | Mt. Lemmon Survey       |
| 216224 - | 2006 UR143             | 19 d'octubre de 2006   | Kitt Peak            | Spacewatch              |
| 216225 - | 2006 TM13              | 21 d'octubre de 2006   | Catalina             | CSS                     |
| 216226 - | 2000 KA50              | 21 d'octubre de 2006   | Mount Lemmon         | Mt. Lemmon Survey       |
| 216227 - | 2006 UQ162             | 21 d'octubre de 2006   | Mount Lemmon         | Mt. Lemmon Survey       |
| 216228 - | 2004 FX94              | 17 d'octubre de 2006   | Catalina             | CSS                     |
| 216229 - | 2000 HX96              | 23 d'octubre de 2006   | Kanab                | E. E. Sheridan          |
| 216230 - | 2006 UG216             | 29 d'octubre de 2006   | Kitami               | K. Endate               |
| 216231 - | 1999 AE31              | 19 d'octubre de 2006   | Kitt Peak            | Spacewatch              |
| 216232 - | 2000 FV52              | 20 d'octubre de 2006   | Kitt Peak            | Spacewatch              |
| 216233 - | 2006 UF241             | 23 d'octubre de 2006   | Mount Lemmon         | Mt. Lemmon Survey       |
| 216234 - | 2001 UM185             | 27 d'octubre de 2006   | Mount Lemmon         | Mt. Lemmon Survey       |
| 216235 - | 2006 UZ266             | 27 d'octubre de 2006   | Kitt Peak            | Spacewatch              |
| 216236 - | 2006 UV274             | 28 d'octubre de 2006   | Kitt Peak            | Spacewatch              |
| 216237 - | 2003 FW123             | 28 d'octubre de 2006   | Kitt Peak            | Spacewatch              |
| 216238 - | 2006 UB287             | 28 d'octubre de 2006   | Kitt Peak            | Spacewatch              |
| 216239 - | 2001 ST294             | 20 d'octubre de 2006   | Kitt Peak            | Spacewatch              |
| 216240 - | 2006 VS7               | 10 de novembre de 2006 | Kitt Peak            | Spacewatch              |
| 216241 - | 2006 VF14              | 14 de novembre de 2006 | Vallemare Borbona    | V. S. Casulli           |
| 216242 - | 2001 QZ270             | 15 de novembre de 2006 | Wrightwood           | J. W. Young             |
| 216243 - | 2003 JS10              | 13 de novembre de 2006 | Mount Lemmon         | Mt. Lemmon Survey       |
| 216244 - | 1976 JD10              | 11 de novembre de 2006 | Kitt Peak            | Spacewatch              |
| 216245 - | 2006 VX58              | 11 de novembre de 2006 | Kitt Peak            | Spacewatch              |
| 216246 - | 2006 VH86              | 14 de novembre de 2006 | Socorro              | LINEAR                  |
| 216247 - | 2006 VX89              | 14 de novembre de 2006 | Socorro              | LINEAR                  |
| 216248 - | 1993 RD12              | 14 de novembre de 2006 | Mount Lemmon         | Mt. Lemmon Survey       |
| 216249 - | 2006 VV99              | 11 de novembre de 2006 | Kitt Peak            | Spacewatch              |
| 216250 - | 2006 VY105             | 13 de novembre de 2006 | Kitt Peak            | Spacewatch              |
| 216251 - | 2006 VR106             | 13 de novembre de 2006 | Catalina             | CSS                     |
| 216252 - | 2006 VS111             | 13 de novembre de 2006 | Kitt Peak            | Spacewatch              |
| 216253 - | 2006 VW111             | 13 de novembre de 2006 | Kitt Peak            | Spacewatch              |
| 216254 - | 2001 YG109             | 15 de novembre de 2006 | Kitt Peak            | Spacewatch              |
| 216255 - | 2006 VJ146             | 15 de novembre de 2006 | Catalina             | CSS                     |
| 216256 - | 2006 VU147             | 15 de novembre de 2006 | Kitt Peak            | Spacewatch              |
| 216257 - | 2006 VR154             | 8 de novembre de 2006  | Palomar              | NEAT                    |
| 216258 - | 2006 WH1               | 18 de novembre de 2006 | La Sagra             | La Sagra                |
| 216259 - | 2006 WY9               | 16 de novembre de 2006 | Mount Lemmon         | Mt. Lemmon Survey       |
| 216260 - | 2006 WG13              | 16 de novembre de 2006 | Mount Lemmon         | Mt. Lemmon Survey       |
| 216261 - | 2006 WJ15              | 16 de novembre de 2006 | Lulin                | M.-T. Chang i Q.-z. Ye  |
| 216262 - | 2006 WR16              | 17 de novembre de 2006 | Kitt Peak            | Spacewatch              |
| 216263 - | 2006 WL43              | 16 de novembre de 2006 | Mount Lemmon         | Mt. Lemmon Survey       |
| 216264 - | 2006 WU44              | 16 de novembre de 2006 | Kitt Peak            | Spacewatch              |
| 216265 - | 1999 TT288             | 17 de novembre de 2006 | Socorro              | LINEAR                  |
| 216266 - | 2006 WL60              | 17 de novembre de 2006 | Kitt Peak            | Spacewatch              |
| 216267 - | 2006 WU72              | 18 de novembre de 2006 | Kitt Peak            | Spacewatch              |
| 216268 - | 1994 UY6               | 18 de novembre de 2006 | Kitt Peak            | Spacewatch              |
| 216269 - | 2006 WP81              | 18 de novembre de 2006 | Kitt Peak            | Spacewatch              |
| 216270 - | 2006 WQ99              | 19 de novembre de 2006 | Kitt Peak            | Spacewatch              |
| 216271 - | 2001 SB310             | 19 de novembre de 2006 | Socorro              | LINEAR                  |
| 216272 - | 2001 YL51              | 19 de novembre de 2006 | Kitt Peak            | Spacewatch              |
| 216273 - | 2006 WS127             | 16 de novembre de 2006 | Nyukasa              | Nyukasa                 |
| 216274 - | 2006 WV140             | 20 de novembre de 2006 | Kitt Peak            | Spacewatch              |
| 216275 - | 2005 NB49              | 23 de novembre de 2006 | Kitt Peak            | Spacewatch              |
| 216276 - | 2004 KP18              | 23 de novembre de 2006 | Kitt Peak            | Spacewatch              |
| 216277 - | 2006 WE180             | 24 de novembre de 2006 | Kitt Peak            | Spacewatch              |
| 216278 - | 2001 YT64              | 27 de novembre de 2006 | Catalina             | CSS                     |
| 216279 - | 2005 TL82              | 25 de novembre de 2006 | Kitt Peak            | Spacewatch              |
| 216280 - | 2006 XM11              | 10 de desembre de 2006 | Kitt Peak            | Spacewatch              |
| 216281 - | 2006 XD21              | 11 de desembre de 2006 | Kitt Peak            | Spacewatch              |
| 216282 - | 2006 XP23              | 12 de desembre de 2006 | Mount Lemmon         | Mt. Lemmon Survey       |
| 216283 - | 2006 XF26              | 12 de desembre de 2006 | Catalina             | CSS                     |
| 216284 - | 2006 XD36              | 11 de desembre de 2006 | Catalina             | CSS                     |
| 216285 - | 2006 XR53              | 15 de desembre de 2006 | Kitt Peak            | Spacewatch              |
| 216286 - | 2006 YF46              | 21 de desembre de 2006 | Catalina             | CSS                     |
| 216287 - | 2007 AE                | 7 de gener de 2007     | Eskridge             | Eskridge                |
| 216288 - | 2007 AG5               | 8 de gener de 2007     | Mount Lemmon         | Mt. Lemmon Survey       |
| 216289 - | 2007 BG5               | 17 de gener de 2007    | Palomar              | NEAT                    |
| 216290 - | 2007 EM132             | 9 de març de 2007      | Mount Lemmon         | Mt. Lemmon Survey       |
| 216291 - | 2006 CS48              | 12 de març de 2007     | Mount Lemmon         | Mt. Lemmon Survey       |
| 216292 - | 2007 EM195             | 15 de març de 2007     | Kitt Peak            | Spacewatch              |
| 216293 - | 2007 GP11              | 11 d'abril de 2007     | Kitt Peak            | Spacewatch              |
| 216294 - | 2007 KM4               | 24 de maig de 2007     | Tiki                 | S. F. Hoenig i N. Teamo |
| 216295 - | 2005 EV328             | 11 de juny de 2007     | La Sagra             | La Sagra                |
| 216296 - | 2007 LR22              | 13 de juny de 2007     | Kitt Peak            | Spacewatch              |
| 216297 - | 2003 SC238             | 16 de juny de 2007     | Kitt Peak            | Spacewatch              |
| 216298 - | 2007 RK37              | 8 de setembre de 2007  | Mount Lemmon         | Mt. Lemmon Survey       |
| 216299 - | 2007 RO86              | 10 de setembre de 2007 | Mount Lemmon         | Mt. Lemmon Survey       |
| 216300 - | 2001 RK148             | 12 de setembre de 2007 | Catalina             | CSS                     |

## 216301–216400
| Nom      | Designació provisional | Data de descobriment   | Lloc de descobriment | Descobridor/s          |
| -------- | ---------------------- | ---------------------- | -------------------- | ---------------------- |
| 216301 - | 2007 RC137             | 14 de setembre de 2007 | Mount Lemmon         | Mt. Lemmon Survey      |
| 216302 - | 2007 RJ149             | 12 de setembre de 2007 | Anderson Mesa        | LONEOS                 |
| 216303 - | 2005 GH152             | 14 de setembre de 2007 | Mount Lemmon         | Mt. Lemmon Survey      |
| 216304 - | 2002 JW116             | 18 de setembre de 2007 | Kitt Peak            | Spacewatch             |
| 216305 - | 1999 TR168             | 6 d'octubre de 2007    | Socorro              | LINEAR                 |
| 216306 - | 2007 TZ56              | 4 d'octubre de 2007    | Kitt Peak            | Spacewatch             |
| 216307 - | 2007 TM92              | 5 d'octubre de 2007    | Kitt Peak            | Spacewatch             |
| 216308 - | 2003 SY347             | 8 d'octubre de 2007    | Mount Lemmon         | Mt. Lemmon Survey      |
| 216309 - | 2007 TZ121             | 6 d'octubre de 2007    | Kitt Peak            | Spacewatch             |
| 216310 - | 2007 TJ125             | 6 d'octubre de 2007    | Kitt Peak            | Spacewatch             |
| 216311 - | 2000 SU240             | 9 d'octubre de 2007    | Catalina             | CSS                    |
| 216312 - | 1994 TY16              | 8 d'octubre de 2007    | Socorro              | LINEAR                 |
| 216313 - | 2007 TL157             | 9 d'octubre de 2007    | Socorro              | LINEAR                 |
| 216314 - | 2000 SC358             | 13 d'octubre de 2007   | Socorro              | LINEAR                 |
| 216315 - | 2007 TJ196             | 7 d'octubre de 2007    | Mount Lemmon         | Mt. Lemmon Survey      |
| 216316 - | 2003 UU414             | 8 d'octubre de 2007    | Kitt Peak            | Spacewatch             |
| 216317 - | 2007 TK234             | 8 d'octubre de 2007    | Kitt Peak            | Spacewatch             |
| 216318 - | 2007 TB241             | 7 d'octubre de 2007    | Catalina             | CSS                    |
| 216319 - | 2007 TY286             | 10 d'octubre de 2007   | XuYi                 | PMO NEO Survey Program |
| 216320 - | 2007 TN353             | 8 d'octubre de 2007    | Anderson Mesa        | LONEOS                 |
| 216321 - | 2007 TN363             | 14 d'octubre de 2007   | Mount Lemmon         | Mt. Lemmon Survey      |
| 216322 - | 2007 UN22              | 16 d'octubre de 2007   | Kitt Peak            | Spacewatch             |
| 216323 - | 2003 AC48              | 20 d'octubre de 2007   | Mount Lemmon         | Mt. Lemmon Survey      |
| 216324 - | 2007 UN98              | 30 d'octubre de 2007   | Kitt Peak            | Spacewatch             |
| 216325 - | 1998 HW26              | 30 d'octubre de 2007   | Kitt Peak            | Spacewatch             |
| 216326 - | 2007 UP123             | 31 d'octubre de 2007   | Mount Lemmon         | Mt. Lemmon Survey      |
| 216327 - | 2007 UP129             | 16 d'octubre de 2007   | Kitt Peak            | Spacewatch             |
| 216328 - | 2007 VG8               | 5 de novembre de 2007  | Catalina             | CSS                    |
| 216329 - | 2005 EF242             | 2 de novembre de 2007  | Mount Lemmon         | Mt. Lemmon Survey      |
| 216330 - | 2007 VT94              | 7 de novembre de 2007  | Bisei SG Center      | BATTeRS                |
| 216331 - | 2007 VG125             | 5 de novembre de 2007  | XuYi                 | PMO NEO Survey Program |
| 216332 - | 2007 VN133             | 2 de novembre de 2007  | Catalina             | CSS                    |
| 216333 - | 2007 VR146             | 4 de novembre de 2007  | Mount Lemmon         | Mt. Lemmon Survey      |
| 216334 - | 2006 ST23              | 4 de novembre de 2007  | Mount Lemmon         | Mt. Lemmon Survey      |
| 216335 - | 2007 VK235             | 9 de novembre de 2007  | Kitt Peak            | Spacewatch             |
| 216336 - | 2003 GU43              | 14 de novembre de 2007 | Mount Lemmon         | Mt. Lemmon Survey      |
| 216337 - | 2004 EM91              | 3 de novembre de 2007  | Mount Lemmon         | Mt. Lemmon Survey      |
| 216338 - | 2007 WD21              | 18 de novembre de 2007 | Mount Lemmon         | Mt. Lemmon Survey      |
| 216339 - | 2003 UL114             | 18 de novembre de 2007 | Mount Lemmon         | Mt. Lemmon Survey      |
| 216340 - | 2007 WO35              | 19 de novembre de 2007 | Mount Lemmon         | Mt. Lemmon Survey      |
| 216341 - | 2001 SB331             | 20 de novembre de 2007 | Mount Lemmon         | Mt. Lemmon Survey      |
| 216342 - | 2007 WD55              | 28 de novembre de 2007 | Marly                | P. Kocher              |
| 216343 - | 2007 WJ56              | 28 de novembre de 2007 | Lulin                | Q.-z. Ye i H.-C. Lin   |
| 216344 - | 2005 JT46              | 3 de desembre de 2007  | Catalina             | CSS                    |
| 216345 - | 2007 XC11              | 4 de desembre de 2007  | San Marcello         | L. Tesi i M. Mazzucato |
| 216346 - | 2007 XH23              | 14 de desembre de 2007 | Chante-Perdrix       | Chante-Perdrix         |
| 216347 - | 2007 YM7               | 16 de desembre de 2007 | Kitt Peak            | Spacewatch             |
| 216348 - | 2003 YH146             | 16 de desembre de 2007 | Kitt Peak            | Spacewatch             |
| 216349 - | 2007 YJ35              | 30 de desembre de 2007 | Mount Lemmon         | Mt. Lemmon Survey      |
| 216350 - | 2007 YJ44              | 30 de desembre de 2007 | Kitt Peak            | Spacewatch             |
| 216351 - | 2007 YV46              | 30 de desembre de 2007 | Mount Lemmon         | Mt. Lemmon Survey      |
| 216352 - | 2007 YB53              | 30 de desembre de 2007 | Kitt Peak            | Spacewatch             |
| 216353 - | 2007 YO53              | 30 de desembre de 2007 | Catalina             | CSS                    |
| 216354 - | 2007 YA64              | 30 de desembre de 2007 | Kitt Peak            | Spacewatch             |
| 216355 - | 2007 YX64              | 30 de desembre de 2007 | Mount Lemmon         | Mt. Lemmon Survey      |
| 216356 - | 2008 AG6               | 10 de gener de 2008    | Mount Lemmon         | Mt. Lemmon Survey      |
| 216357 - | 1997 MJ8               | 10 de gener de 2008    | Mount Lemmon         | Mt. Lemmon Survey      |
| 216358 - | 2008 AT17              | 10 de gener de 2008    | Kitt Peak            | Spacewatch             |
| 216359 - | 1996 TQ25              | 10 de gener de 2008    | Mount Lemmon         | Mt. Lemmon Survey      |
| 216360 - | 2008 AV66              | 11 de gener de 2008    | Kitt Peak            | Spacewatch             |
| 216361 - | 2004 FC159             | 11 de gener de 2008    | Mount Lemmon         | Mt. Lemmon Survey      |
| 216362 - | 2004 DF4               | 15 de gener de 2008    | Mount Lemmon         | Mt. Lemmon Survey      |
| 216363 - | 2008 AF85              | 13 de gener de 2008    | Kitt Peak            | Spacewatch             |
| 216364 - | 2004 ES104             | 12 de gener de 2008    | Mount Lemmon         | Mt. Lemmon Survey      |
| 216365 - | 2002 QY123             | 13 de gener de 2008    | Kitt Peak            | Spacewatch             |
| 216366 - | 2008 AP95              | 14 de gener de 2008    | Kitt Peak            | Spacewatch             |
| 216367 - | 2008 AE101             | 14 de gener de 2008    | Kitt Peak            | Spacewatch             |
| 216368 - | 2005 ND72              | 14 de gener de 2008    | Costitx              | OAM                    |
| 216369 - | 2004 FD25              | 10 de gener de 2008    | Kitt Peak            | Spacewatch             |
| 216370 - | 2008 AU117             | 10 de gener de 2008    | Kitt Peak            | Spacewatch             |
| 216371 - | 2008 AB118             | 12 de gener de 2008    | Mount Lemmon         | Mt. Lemmon Survey      |
| 216372 - | 2000 UQ106             | 18 de gener de 2008    | Kitt Peak            | Spacewatch             |
| 216373 - | 2008 AY72              | 28 de gener de 2008    | Lulin                | LUSS                   |
| 216374 - | 2008 BB16              | 28 de gener de 2008    | Lulin                | LUSS                   |
| 216375 - | 2008 BL20              | 30 de gener de 2008    | Catalina             | CSS                    |
| 216376 - | 2000 HW91              | 30 de gener de 2008    | Catalina             | CSS                    |
| 216377 - | 2008 BE27              | 30 de gener de 2008    | Mount Lemmon         | Mt. Lemmon Survey      |
| 216378 - | 2008 BL35              | 30 de gener de 2008    | Kitt Peak            | Spacewatch             |
| 216379 - | 2005 UF474             | 30 de gener de 2008    | Kitt Peak            | Spacewatch             |
| 216380 - | 2008 BH40              | 30 de gener de 2008    | Socorro              | LINEAR                 |
| 216381 - | 1998 BO30              | 30 de gener de 2008    | Kitt Peak            | Spacewatch             |
| 216382 - | 2008 BW43              | 30 de gener de 2008    | Catalina             | CSS                    |
| 216383 - | 2008 BC48              | 16 de gener de 2008    | Kitt Peak            | Spacewatch             |
| 216384 - | 2006 UL14              | 17 de gener de 2008    | Kitt Peak            | Spacewatch             |
| 216385 - | 2008 BX49              | 18 de gener de 2008    | Mount Lemmon         | Mt. Lemmon Survey      |
| 216386 - | 2003 GO46              | 2 de febrer de 2008    | Catalina             | CSS                    |
| 216387 - | 1999 RE248             | 7 de febrer de 2008    | Mount Lemmon         | Mt. Lemmon Survey      |
| 216388 - | 2008 CU75              | 3 de febrer de 2008    | Mount Lemmon         | Mt. Lemmon Survey      |
| 216389 - | 2008 CE124             | 7 de febrer de 2008    | Mount Lemmon         | Mt. Lemmon Survey      |
| 216390 - | 2008 CK177             | 14 de febrer de 2008   | Taunus               | E. Schwab i R. Kling   |
| 216391 - | 2008 CR179             | 7 de febrer de 2008    | Catalina             | CSS                    |
| 216392 - | 2006 WJ81              | 3 de febrer de 2008    | Catalina             | CSS                    |
| 216393 - | 2006 WR143             | 8 de febrer de 2008    | Kitt Peak            | Spacewatch             |
| 216394 - | 2008 DB3               | 24 de febrer de 2008   | Mount Lemmon         | Mt. Lemmon Survey      |
| 216395 - | 2005 MW                | 24 de febrer de 2008   | Mount Lemmon         | Mt. Lemmon Survey      |
| 216396 - | 2004 LU9               | 28 de febrer de 2008   | Catalina             | CSS                    |
| 216397 - | 2008 EP5               | 2 de març de 2008      | Kitt Peak            | Spacewatch             |
| 216398 - | 2003 FJ20              | 3 de març de 2008      | Catalina             | CSS                    |
| 216399 - | 2008 EU52              | 6 de març de 2008      | Mount Lemmon         | Mt. Lemmon Survey      |
| 216400 - | 2008 EX88              | 8 de març de 2008      | Socorro              | LINEAR                 |

## 216401–216500
| Nom      | Designació provisional | Data de descobriment   | Lloc de descobriment | Descobridor/s                                              |
| -------- | ---------------------- | ---------------------- | -------------------- | ---------------------------------------------------------- |
| 216401 - | 2005 MM36              | 6 de març de 2008      | Kitt Peak            | Spacewatch                                                 |
| 216402 - | 2008 ET96              | 7 de març de 2008      | Mount Lemmon         | Mt. Lemmon Survey                                          |
| 216403 - | 2008 ER105             | 6 de març de 2008      | Mount Lemmon         | Mt. Lemmon Survey                                          |
| 216404 - | 2008 EY108             | 7 de març de 2008      | Mount Lemmon         | Mt. Lemmon Survey                                          |
| 216405 - | 2008 ER132             | 11 de març de 2008     | Mount Lemmon         | Mt. Lemmon Survey                                          |
| 216406 - | 2008 ES142             | 13 de març de 2008     | Kitt Peak            | Spacewatch                                                 |
| 216407 - | 2008 FP19              | 27 de març de 2008     | Kitt Peak            | Spacewatch                                                 |
| 216408 - | 2008 FT73              | 30 de març de 2008     | Catalina             | CSS                                                        |
| 216409 - | 2004 XP95              | 8 d'abril de 2008      | Mount Lemmon         | Mt. Lemmon Survey                                          |
| 216410 - | 1999 CC139             | 28 d'agost de 2008     | La Sagra             | La Sagra                                                   |
| 216411 - | 2008 RR51              | 3 de setembre de 2008  | Kitt Peak            | Spacewatch                                                 |
| 216412 - | 2008 RF54              | 3 de setembre de 2008  | Kitt Peak            | Spacewatch                                                 |
| 216413 - | 2008 RR68              | 4 de setembre de 2008  | Kitt Peak            | Spacewatch                                                 |
| 216414 - | 2008 RE94              | 6 de setembre de 2008  | Kitt Peak            | Spacewatch                                                 |
| 216415 - | 2008 SF61              | 20 de setembre de 2008 | Catalina             | CSS                                                        |
| 216416 - | 2008 SD92              | 21 de setembre de 2008 | Kitt Peak            | Spacewatch                                                 |
| 216417 - | 2008 SD100             | 21 de setembre de 2008 | Kitt Peak            | Spacewatch                                                 |
| 216418 - | 2008 SQ106             | 21 de setembre de 2008 | Kitt Peak            | Spacewatch                                                 |
| 216419 - | 2008 SJ172             | 21 de setembre de 2008 | Catalina             | CSS                                                        |
| 216420 - | 2008 SJ272             | 22 de setembre de 2008 | Mount Lemmon         | Mt. Lemmon Survey                                          |
| 216421 - | 1996 RJ27              | 1 d'octubre de 2008    | Sierra Stars         | F. Tozzi                                                   |
| 216422 - | 2008 TJ6               | 3 d'octubre de 2008    | La Sagra             | La Sagra                                                   |
| 216423 - | 2008 TZ135             | 8 d'octubre de 2008    | Kitt Peak            | Spacewatch                                                 |
| 216424 - | 2008 TZ172             | 1 d'octubre de 2008    | Mount Lemmon         | Mt. Lemmon Survey                                          |
| 216425 - | 2007 HT75              | 25 d'octubre de 2008   | Chante-Perdrix       | Chante-Perdrix                                             |
| 216426 - | 2003 UM383             | 17 de novembre de 2008 | Kitt Peak            | Spacewatch                                                 |
| 216427 - | 2008 WT94              | 24 de novembre de 2008 | Sierra Stars         | F. Tozzi                                                   |
| 216428 - | 2008 YN8               | 23 de desembre de 2008 | Nazaret              | G. Muler i J. M. Ruiz                                      |
| 216429 - | 2009 BK23              | 17 de gener de 2009    | Kitt Peak            | Spacewatch                                                 |
| 216430 - | 2005 AG31              | 25 de gener de 2009    | Kitt Peak            | Spacewatch                                                 |
| 216431 - | 2009 BH125             | 31 de gener de 2009    | Kitt Peak            | Spacewatch                                                 |
| 216432 - | 2006 PB40              | 4 de febrer de 2009    | Kitt Peak            | Spacewatch                                                 |
| 216433 - | 2009 DM3               | 19 de febrer de 2009   | Tzec Maun            | E. Schwab                                                  |
| 216434 - | 2006 SW369             | 28 de febrer de 2009   | Socorro              | LINEAR                                                     |
| 216435 - | 2002 GN113             | 22 de febrer de 2009   | Kitt Peak            | Spacewatch                                                 |
| 216436 - | 2004 GY80              | 26 de febrer de 2009   | Catalina             | CSS                                                        |
| 216437 - | 2006 QO156             | 27 de febrer de 2009   | Kitt Peak            | Spacewatch                                                 |
| 216438 - | 1999 UH60              | 27 de febrer de 2009   | Kitt Peak            | Spacewatch                                                 |
| 216439 - | 2009 EV3               | 15 de març de 2009     | Tzec Maun            | L. Elenin                                                  |
| 216440 - | 2009 EU4               | 15 de març de 2009     | La Sagra             | La Sagra                                                   |
| 216441 - | 2009 EO20              | 15 de març de 2009     | La Sagra             | La Sagra                                                   |
| 216442 - | 2009 FG4               | 18 de març de 2009     | Crni Vrh             | Crni Vrh                                                   |
| 216443 - | 2006 QS186             | 18 de març de 2009     | Bergisch Gladbach    | W. Bickel                                                  |
| 216444 - | 2007 RR111             | 19 de març de 2009     | La Sagra             | La Sagra                                                   |
| 216445 - | 2009 FK34              | 21 de març de 2009     | Catalina             | CSS                                                        |
| 216446 - | 2009 FA45              | 25 de març de 2009     | XuYi                 | PMO NEO Survey Program                                     |
| 216447 - | 2007 VS165             | 26 de març de 2009     | Kitt Peak            | Spacewatch                                                 |
| 216448 - | 2007 VP167             | 28 de març de 2009     | Kitt Peak            | Spacewatch                                                 |
| 216449 - | 2008 CE139             | 3 d'abril de 2009      | Cerro Burek          | Cerro Burek                                                |
| 216450 - | 2003 UX91              | 16 d'abril de 2009     | Catalina             | CSS                                                        |
| 216451 - | 2009 HP12              | 19 d'abril de 2009     | Andrushivka          | Andrushivka                                                |
| 216452 - | 2007 XW43              | 16 d'abril de 2009     | Catalina             | CSS                                                        |
| 216453 - | 2004 JQ40              | 17 d'abril de 2009     | Kitt Peak            | Spacewatch                                                 |
| 216454 - | 2000 CG147             | 17 d'abril de 2009     | Kitt Peak            | Spacewatch                                                 |
| 216455 - | 2000 CV34              | 19 d'abril de 2009     | Kitt Peak            | Spacewatch                                                 |
| 216456 - | 2005 GR150             | 19 d'abril de 2009     | Catalina             | CSS                                                        |
| 216457 - | 2006 QX59              | 20 d'abril de 2009     | La Sagra             | La Sagra                                                   |
| 216458 - | 2005 NC85              | 20 d'abril de 2009     | Socorro              | LINEAR                                                     |
| 216459 - | 1998 HY156             | 22 d'abril de 2009     | Kitt Peak            | Spacewatch                                                 |
| 216460 - | 250 T                  | 29 de setembre de 1973 | Palomar              | C. J. van Houten, I. van Houten-Groeneveld, i T. Gehrels   |
| 216461 - | 2008 SK158             | 29 de setembre de 1973 | Palomar              | C. J. van Houten, I. van Houten-Groeneveld, and T. Gehrels |
| 216462 - | 5397 T                 | 30 de setembre de 1973 | Palomar              | C. J. van Houten, I. van Houten-Groeneveld, and T. Gehrels |
| 216463 - | 849 T                  | 17 d'octubre de 1977   | Palomar              | C. J. van Houten, I. van Houten-Groeneveld, and T. Gehrels |
| 216464 - | 1974 PB                | 12 d'agost de 1974     | Palomar              | T. Gehrels                                                 |
| 216465 - | 1995 VV10              | 15 de novembre de 1995 | Kitt Peak            | Spacewatch                                                 |
| 216466 - | 1996 AP8               | 13 de gener de 1996    | Kitt Peak            | Spacewatch                                                 |
| 216467 - | 1996 MZ                | 16 de juny de 1996     | Kitt Peak            | Spacewatch                                                 |
| 216468 - | 1996 XZ23              | 5 de desembre de 1996  | Kitt Peak            | Spacewatch                                                 |
| 216469 - | 1997 CV3               | 3 de febrer de 1997    | Kitt Peak            | Spacewatch                                                 |
| 216470 - | 1997 UG18              | 28 d'octubre de 1997   | Kitt Peak            | Spacewatch                                                 |
| 216471 - | 1997 WK12              | 23 de novembre de 1997 | Kitt Peak            | Spacewatch                                                 |
| 216472 - | 1999 JQ108             | 13 de maig de 1999     | Socorro              | LINEAR                                                     |
| 216473 - | 1999 RM67              | 7 de setembre de 1999  | Socorro              | LINEAR                                                     |
| 216474 - | 1999 RT79              | 7 de setembre de 1999  | Socorro              | LINEAR                                                     |
| 216475 - | 1999 RD110             | 8 de setembre de 1999  | Socorro              | LINEAR                                                     |
| 216476 - | 1999 SC22              | 23 de setembre de 1999 | Ondrejov             | Ondrejov                                                   |
| 216477 - | 1999 TD25              | 3 d'octubre de 1999    | Socorro              | LINEAR                                                     |
| 216478 - | 1999 TP207             | 14 d'octubre de 1999   | Socorro              | LINEAR                                                     |
| 216479 - | 1999 TF237             | 3 d'octubre de 1999    | Catalina             | CSS                                                        |
| 216480 - | 1999 UH25              | 28 d'octubre de 1999   | Catalina             | CSS                                                        |
| 216481 - | 1999 VB33              | 3 de novembre de 1999  | Socorro              | LINEAR                                                     |
| 216482 - | 1999 VZ45              | 3 de novembre de 1999  | Socorro              | LINEAR                                                     |
| 216483 - | 1999 VQ46              | 3 de novembre de 1999  | Socorro              | LINEAR                                                     |
| 216484 - | 1999 VE85              | 6 de novembre de 1999  | Kitt Peak            | Spacewatch                                                 |
| 216485 - | 1999 VB122             | 4 de novembre de 1999  | Kitt Peak            | Spacewatch                                                 |
| 216486 - | 1999 VT123             | 5 de novembre de 1999  | Kitt Peak            | Spacewatch                                                 |
| 216487 - | 1999 VA182             | 9 de novembre de 1999  | Socorro              | LINEAR                                                     |
| 216488 - | 1999 VV186             | 15 de novembre de 1999 | Socorro              | LINEAR                                                     |
| 216489 - | 1999 VE202             | 4 de novembre de 1999  | Socorro              | LINEAR                                                     |
| 216490 - | 1999 XG10              | 5 de desembre de 1999  | Catalina             | CSS                                                        |
| 216491 - | 1999 XT14              | 6 de desembre de 1999  | Socorro              | LINEAR                                                     |
| 216492 - | 1999 XU141             | 10 de desembre de 1999 | Socorro              | LINEAR                                                     |
| 216493 - | 1999 YY15              | 31 de desembre de 1999 | Kitt Peak            | Spacewatch                                                 |
| 216494 - | 2000 AH51              | 4 de gener de 2000     | Socorro              | LINEAR                                                     |
| 216495 - | 2000 AJ201             | 9 de gener de 2000     | Socorro              | LINEAR                                                     |
| 216496 - | 2000 AQ212             | 6 de gener de 2000     | Kitt Peak            | Spacewatch                                                 |
| 216497 - | 2000 AY221             | 8 de gener de 2000     | Kitt Peak            | Spacewatch                                                 |
| 216498 - | 2000 BH1               | 26 de gener de 2000    | Kitt Peak            | Spacewatch                                                 |
| 216499 - | 2000 CJ22              | 2 de febrer de 2000    | Socorro              | LINEAR                                                     |
| 216500 - | 2000 DD118             | 26 de febrer de 2000   | Kitt Peak            | Spacewatch                                                 |

## 216501–216600
| Nom      | Designació provisional | Data de descobriment   | Lloc de descobriment | Descobridor/s              |
| -------- | ---------------------- | ---------------------- | -------------------- | -------------------------- |
| 216501 - | 2000 EP203             | 5 de març de 2000      | Cerro Tololo         | Deep Lens Survey           |
| 216502 - | 2000 GC41              | 5 d'abril de 2000      | Socorro              | LINEAR                     |
| 216503 - | 2000 HR34              | 25 d'abril de 2000     | Anderson Mesa        | LONEOS                     |
| 216504 - | 2000 HF59              | 25 d'abril de 2000     | Anderson Mesa        | LONEOS                     |
| 216505 - | 2000 JY9               | 5 de maig de 2000      | Socorro              | LINEAR                     |
| 216506 - | 2000 RF81              | 1 de setembre de 2000  | Socorro              | LINEAR                     |
| 216507 - | 2000 RL97              | 5 de setembre de 2000  | Anderson Mesa        | LONEOS                     |
| 216508 - | 2000 RJ106             | 3 de setembre de 2000  | Socorro              | LINEAR                     |
| 216509 - | 2000 SA87              | 24 de setembre de 2000 | Socorro              | LINEAR                     |
| 216510 - | 2000 SG106             | 24 de setembre de 2000 | Socorro              | LINEAR                     |
| 216511 - | 2000 SB127             | 24 de setembre de 2000 | Socorro              | LINEAR                     |
| 216512 - | 2000 SS289             | 27 de setembre de 2000 | Socorro              | LINEAR                     |
| 216513 - | 2000 ST332             | 26 de setembre de 2000 | Socorro              | LINEAR                     |
| 216514 - | 1995 GV5               | 24 d'octubre de 2000   | Socorro              | LINEAR                     |
| 216515 - | 2000 VF45              | 1 de novembre de 2000  | Socorro              | LINEAR                     |
| 216516 - | 2000 WQ21              | 26 de novembre de 2000 | Needville            | Needville                  |
| 216517 - | 2000 WF127             | 17 de novembre de 2000 | Kitt Peak            | Spacewatch                 |
| 216518 - | 1996 BG11              | 30 de desembre de 2000 | Socorro              | LINEAR                     |
| 216519 - | 2001 FP24              | 17 de març de 2001     | Socorro              | LINEAR                     |
| 216520 - | 2001 FA75              | 19 de març de 2001     | Socorro              | LINEAR                     |
| 216521 - | 2001 FX109             | 18 de març de 2001     | Socorro              | LINEAR                     |
| 216522 - | 2001 HQ6               | 18 d'abril de 2001     | Kitt Peak            | Spacewatch                 |
| 216523 - | 2001 HY7               | 18 d'abril de 2001     | Socorro              | LINEAR                     |
| 216524 - | 1997 GL32              | 27 d'abril de 2001     | Modra                | A. Galad i J. Toth         |
| 216525 - | 2001 MY20              | 25 de juny de 2001     | Haleakala            | NEAT                       |
| 216526 - | 2001 NZ19              | 12 de juliol de 2001   | Palomar              | NEAT                       |
| 216527 - | 2001 OD6               | 17 de juliol de 2001   | Anderson Mesa        | LONEOS                     |
| 216528 - | 2001 OQ66              | 23 de juliol de 2001   | Palomar              | NEAT                       |
| 216529 - | 2001 OH84              | 29 de juliol de 2001   | Haleakala            | NEAT                       |
| 216530 - | 2001 OF111             | 20 de juliol de 2001   | Palomar              | NEAT                       |
| 216531 - | 2001 QA135             | 22 d'agost de 2001     | Socorro              | LINEAR                     |
| 216532 - | 2001 QW193             | 22 d'agost de 2001     | Socorro              | LINEAR                     |
| 216533 - | 2001 QU195             | 22 d'agost de 2001     | Socorro              | LINEAR                     |
| 216534 - | 2001 QP225             | 24 d'agost de 2001     | Anderson Mesa        | LONEOS                     |
| 216535 - | 2001 QB261             | 25 d'agost de 2001     | Socorro              | LINEAR                     |
| 216536 - | 2001 QZ272             | 19 d'agost de 2001     | Socorro              | LINEAR                     |
| 216537 - | 2001 QL292             | 16 d'agost de 2001     | Palomar              | NEAT                       |
| 216538 - | 2001 RS128             | 12 de setembre de 2001 | Socorro              | LINEAR                     |
| 216539 - | 2001 RX148             | 10 de setembre de 2001 | Anderson Mesa        | LONEOS                     |
| 216540 - | 2001 SO4               | 18 de setembre de 2001 | Goodricke-Pigott     | R. A. Tucker               |
| 216541 - | 2001 SN29              | 16 de setembre de 2001 | Socorro              | LINEAR                     |
| 216542 - | 2001 SF38              | 16 de setembre de 2001 | Socorro              | LINEAR                     |
| 216543 - | 2001 SK116             | 20 de setembre de 2001 | Socorro              | LINEAR                     |
| 216544 - | 2001 SP120             | 16 de setembre de 2001 | Socorro              | LINEAR                     |
| 216545 - | 2001 ST235             | 19 de setembre de 2001 | Socorro              | LINEAR                     |
| 216546 - | 2001 SH292             | 16 de setembre de 2001 | Socorro              | LINEAR                     |
| 216547 - | 2001 SS305             | 20 de setembre de 2001 | Socorro              | LINEAR                     |
| 216548 - | 2001 TP115             | 14 d'octubre de 2001   | Socorro              | LINEAR                     |
| 216549 - | 2001 TZ126             | 13 d'octubre de 2001   | Kitt Peak            | Spacewatch                 |
| 216550 - | 2001 TK172             | 13 d'octubre de 2001   | Socorro              | LINEAR                     |
| 216551 - | 2001 TA184             | 14 d'octubre de 2001   | Socorro              | LINEAR                     |
| 216552 - | 2001 UD29              | 16 d'octubre de 2001   | Socorro              | LINEAR                     |
| 216553 - | 2001 UY165             | 23 d'octubre de 2001   | Palomar              | NEAT                       |
| 216554 - | 2001 UJ173             | 18 d'octubre de 2001   | Palomar              | NEAT                       |
| 216555 - | 2001 VM11              | 10 de novembre de 2001 | Socorro              | LINEAR                     |
| 216556 - | 2001 VF16              | 11 de novembre de 2001 | Socorro              | LINEAR                     |
| 216557 - | 2001 VC21              | 9 de novembre de 2001  | Socorro              | LINEAR                     |
| 216558 - | 1992 YZ1               | 9 de novembre de 2001  | Socorro              | LINEAR                     |
| 216559 - | 2001 VB69              | 11 de novembre de 2001 | Socorro              | LINEAR                     |
| 216560 - | 2001 WP47              | 19 de novembre de 2001 | Anderson Mesa        | LONEOS                     |
| 216561 - | 2001 WT97              | 19 de novembre de 2001 | Anderson Mesa        | LONEOS                     |
| 216562 - | 2001 XF2               | 8 de desembre de 2001  | Socorro              | LINEAR                     |
| 216563 - | 2001 XS29              | 11 de desembre de 2001 | Socorro              | LINEAR                     |
| 216564 - | 2001 XX227             | 15 de desembre de 2001 | Socorro              | LINEAR                     |
| 216565 - | 2001 YO28              | 18 de desembre de 2001 | Socorro              | LINEAR                     |
| 216566 - | 2001 YB51              | 18 de desembre de 2001 | Socorro              | LINEAR                     |
| 216567 - | 2002 AU28              | 7 de gener de 2002     | Anderson Mesa        | LONEOS                     |
| 216568 - | 2002 AQ159             | 13 de gener de 2002    | Socorro              | LINEAR                     |
| 216569 - | 2002 AO170             | 14 de gener de 2002    | Socorro              | LINEAR                     |
| 216570 - | 2002 CW54              | 7 de febrer de 2002    | Socorro              | LINEAR                     |
| 216571 - | 2002 CS76              | 7 de febrer de 2002    | Socorro              | LINEAR                     |
| 216572 - | 2002 CC137             | 8 de febrer de 2002    | Socorro              | LINEAR                     |
| 216573 - | 2002 CJ253             | 3 de febrer de 2002    | Cima Ekar            | Asiago-DLR Asteroid Survey |
| 216574 - | 2002 CX258             | 6 de febrer de 2002    | Anderson Mesa        | LONEOS                     |
| 216575 - | 2002 CE279             | 7 de febrer de 2002    | Palomar              | NEAT                       |
| 216576 - | 2002 DY10              | 19 de febrer de 2002   | Socorro              | LINEAR                     |
| 216577 - | 2002 DO11              | 20 de febrer de 2002   | Socorro              | LINEAR                     |
| 216578 - | 2002 EB144             | 13 de març de 2002     | Palomar              | NEAT                       |
| 216579 - | 2002 FU29              | 20 de març de 2002     | Socorro              | LINEAR                     |
| 216580 - | 2002 GH38              | 2 d'abril de 2002      | Kitt Peak            | Spacewatch                 |
| 216581 - | 2002 GX82              | 10 d'abril de 2002     | Socorro              | LINEAR                     |
| 216582 - | 2002 GE112             | 10 d'abril de 2002     | Socorro              | LINEAR                     |
| 216583 - | 2002 GW131             | 12 d'abril de 2002     | Socorro              | LINEAR                     |
| 216584 - | 2002 HQ3               | 16 d'abril de 2002     | Socorro              | LINEAR                     |
| 216585 - | 2002 JS19              | 7 de maig de 2002      | Palomar              | NEAT                       |
| 216586 - | 2002 KU4               | 16 de maig de 2002     | Socorro              | LINEAR                     |
| 216587 - | 2002 LD23              | 8 de juny de 2002      | Socorro              | LINEAR                     |
| 216588 - | 2002 LM26              | 6 de juny de 2002      | Socorro              | LINEAR                     |
| 216589 - | 2002 LB29              | 9 de juny de 2002      | Socorro              | LINEAR                     |
| 216590 - | 2002 LC47              | 15 de juny de 2002     | Kingsnake            | J. V. McClusky             |
| 216591 - | 2002 OQ7               | 21 de juliol de 2002   | Campo Catino         | G. Masi                    |
| 216592 - | 2002 OW7               | 22 de juliol de 2002   | Palomar              | NEAT                       |
| 216593 - | 2002 OF17              | 18 de juliol de 2002   | Socorro              | LINEAR                     |
| 216594 - | 2002 OP21              | 17 de juliol de 2002   | Palomar              | NEAT                       |
| 216595 - | 2002 PB8               | 3 d'agost de 2002      | Palomar              | NEAT                       |
| 216596 - | 2002 PE105             | 12 d'agost de 2002     | Socorro              | LINEAR                     |
| 216597 - | 2002 PR127             | 14 d'agost de 2002     | Socorro              | LINEAR                     |
| 216598 - | 2002 PO137             | 15 d'agost de 2002     | Socorro              | LINEAR                     |
| 216599 - | 2002 PC158             | 8 d'agost de 2002      | Palomar              | S. F. Hoenig               |
| 216600 - | 2002 QW13              | 26 d'agost de 2002     | Palomar              | NEAT                       |

## 216601–216700
| Nom      | Designació provisional | Data de descobriment   | Lloc de descobriment | Descobridor/s            |
| -------- | ---------------------- | ---------------------- | -------------------- | ------------------------ |
| 216601 - | 2002 RN7               | 3 de setembre de 2002  | Haleakala            | NEAT                     |
| 216602 - | 2002 RQ19              | 4 de setembre de 2002  | Anderson Mesa        | LONEOS                   |
| 216603 - | 2002 RX39              | 5 de setembre de 2002  | Socorro              | LINEAR                   |
| 216604 - | 2002 TA1               | 1 d'octubre de 2002    | Anderson Mesa        | LONEOS                   |
| 216605 - | 2002 TJ8               | 1 d'octubre de 2002    | Haleakala            | NEAT                     |
| 216606 - | 2002 TO8               | 1 d'octubre de 2002    | Haleakala            | NEAT                     |
| 216607 - | 2002 TY99              | 4 d'octubre de 2002    | Anderson Mesa        | LONEOS                   |
| 216608 - | 2002 TB109             | 1 d'octubre de 2002    | Haleakala            | NEAT                     |
| 216609 - | 2002 TU178             | 12 d'octubre de 2002   | Socorro              | LINEAR                   |
| 216610 - | 2002 TC217             | 7 d'octubre de 2002    | Palomar              | NEAT                     |
| 216611 - | 2002 TA223             | 7 d'octubre de 2002    | Socorro              | LINEAR                   |
| 216612 - | 2002 TB271             | 9 d'octubre de 2002    | Socorro              | LINEAR                   |
| 216613 - | 2002 TU281             | 10 d'octubre de 2002   | Socorro              | LINEAR                   |
| 216614 - | 2002 TR376             | 5 d'octubre de 2002    | Palomar              | NEAT                     |
| 216615 - | 2002 UK46              | 30 d'octubre de 2002   | Socorro              | LINEAR                   |
| 216616 - | 2002 VK11              | 1 de novembre de 2002  | Palomar              | NEAT                     |
| 216617 - | 2002 VO72              | 7 de novembre de 2002  | Socorro              | LINEAR                   |
| 216618 - | 2002 VW84              | 7 de novembre de 2002  | Socorro              | LINEAR                   |
| 216619 - | 1995 FU16              | 14 de novembre de 2002 | Socorro              | LINEAR                   |
| 216620 - | 2002 VP133             | 5 de novembre de 2002  | Socorro              | LINEAR                   |
| 216621 - | 2002 VD136             | 8 de novembre de 2002  | Socorro              | LINEAR                   |
| 216622 - | 2002 WQ7               | 24 de novembre de 2002 | Palomar              | NEAT                     |
| 216623 - | 2002 WZ27              | 23 de novembre de 2002 | Palomar              | NEAT                     |
| 216624 - | 2002 XW37              | 9 de desembre de 2002  | Heppenheim           | Heppenheim               |
| 216625 - | 2002 XA77              | 11 de desembre de 2002 | Socorro              | LINEAR                   |
| 216626 - | 2002 YP9               | 31 de desembre de 2002 | Socorro              | LINEAR                   |
| 216627 - | 2002 YM27              | 31 de desembre de 2002 | Socorro              | LINEAR                   |
| 216628 - | 2002 YX30              | 31 de desembre de 2002 | Socorro              | LINEAR                   |
| 216629 - | 2003 AT6               | 2 de gener de 2003     | Socorro              | LINEAR                   |
| 216630 - | 2001 PV46              | 7 de gener de 2003     | Socorro              | LINEAR                   |
| 216631 - | 2003 BN24              | 25 de gener de 2003    | Palomar              | NEAT                     |
| 216632 - | 2003 BX27              | 26 de gener de 2003    | Palomar              | NEAT                     |
| 216633 - | 2003 BH46              | 27 de gener de 2003    | Haleakala            | NEAT                     |
| 216634 - | 2003 EB40              | 8 de març de 2003      | Socorro              | LINEAR                   |
| 216635 - | 2003 FH3               | 24 de març de 2003     | Socorro              | LINEAR                   |
| 216636 - | 2003 FK96              | 30 de març de 2003     | Socorro              | LINEAR                   |
| 216637 - | 2003 FV131             | 23 de març de 2003     | Apache Point         | Sloan Digital Sky Survey |
| 216638 - | 2003 GX8               | 1 d'abril de 2003      | Socorro              | LINEAR                   |
| 216639 - | 2003 GK21              | 7 d'abril de 2003      | Kitt Peak            | Spacewatch               |
| 216640 - | 2003 GN42              | 6 d'abril de 2003      | Anderson Mesa        | LONEOS                   |
| 216641 - | 1997 AQ9               | 8 d'abril de 2003      | Palomar              | NEAT                     |
| 216642 - | 2003 GE48              | 9 d'abril de 2003      | Palomar              | NEAT                     |
| 216643 - | 2003 KW9               | 26 de maig de 2003     | Haleakala            | NEAT                     |
| 216644 - | 2003 QY17              | 22 d'agost de 2003     | Palomar              | NEAT                     |
| 216645 - | 2003 QD42              | 22 d'agost de 2003     | Socorro              | LINEAR                   |
| 216646 - | 2002 CC258             | 23 d'agost de 2003     | Socorro              | LINEAR                   |
| 216647 - | 2003 QZ103             | 31 d'agost de 2003     | Haleakala            | NEAT                     |
| 216648 - | 2003 SY206             | 26 de setembre de 2003 | Socorro              | LINEAR                   |
| 216649 - | 2003 SA208             | 26 de setembre de 2003 | Socorro              | LINEAR                   |
| 216650 - | 2003 TE11              | 14 d'octubre de 2003   | Anderson Mesa        | LONEOS                   |
| 216651 - | 2003 TB49              | 3 d'octubre de 2003    | Kitt Peak            | Spacewatch               |
| 216652 - | 1999 FZ75              | 16 d'octubre de 2003   | Kitt Peak            | Spacewatch               |
| 216653 - | 2003 UJ20              | 22 d'octubre de 2003   | Socorro              | LINEAR                   |
| 216654 - | 2003 UT117             | 30 d'octubre de 2003   | Socorro              | LINEAR                   |
| 216655 - | 2003 UA142             | 18 d'octubre de 2003   | Anderson Mesa        | LONEOS                   |
| 216656 - | 2003 UM155             | 20 d'octubre de 2003   | Socorro              | LINEAR                   |
| 216657 - | 2003 UL202             | 21 d'octubre de 2003   | Socorro              | LINEAR                   |
| 216658 - | 2003 UE315             | 28 d'octubre de 2003   | Socorro              | LINEAR                   |
| 216659 - | 2003 UP368             | 21 d'octubre de 2003   | Kitt Peak            | Spacewatch               |
| 216660 - | 2003 WO138             | 21 de novembre de 2003 | Socorro              | LINEAR                   |
| 216661 - | 1999 VC140             | 12 de desembre de 2003 | Palomar              | NEAT                     |
| 216662 - | 2002 GW169             | 14 de desembre de 2003 | Palomar              | NEAT                     |
| 216663 - | 2003 YB36              | 19 de desembre de 2003 | Haleakala            | NEAT                     |
| 216664 - | 2003 YZ51              | 18 de desembre de 2003 | Socorro              | LINEAR                   |
| 216665 - | 2003 YT87              | 19 de desembre de 2003 | Socorro              | LINEAR                   |
| 216666 - | 2004 AX20              | 15 de gener de 2004    | Kitt Peak            | Spacewatch               |
| 216667 - | 2004 BD16              | 18 de gener de 2004    | Palomar              | NEAT                     |
| 216668 - | 2004 BJ38              | 19 de gener de 2004    | Catalina             | CSS                      |
| 216669 - | 2004 BH42              | 19 de gener de 2004    | Catalina             | CSS                      |
| 216670 - | 2004 BK52              | 21 de gener de 2004    | Socorro              | LINEAR                   |
| 216671 - | 2004 BC57              | 23 de gener de 2004    | Socorro              | LINEAR                   |
| 216672 - | 1999 XB79              | 23 de gener de 2004    | Socorro              | LINEAR                   |
| 216673 - | 2004 BL87              | 23 de gener de 2004    | Anderson Mesa        | LONEOS                   |
| 216674 - | 2000 EV166             | 26 de gener de 2004    | Anderson Mesa        | LONEOS                   |
| 216675 - | 2004 BV108             | 28 de gener de 2004    | Catalina             | CSS                      |
| 216676 - | 2004 CV1               | 10 de febrer de 2004   | Palomar              | NEAT                     |
| 216677 - | 2001 PV66              | 16 de febrer de 2004   | Kitt Peak            | Spacewatch               |
| 216678 - | 2004 DD46              | 19 de febrer de 2004   | Socorro              | LINEAR                   |
| 216679 - | 2004 DC47              | 19 de febrer de 2004   | Socorro              | LINEAR                   |
| 216680 - | 2004 EC17              | 12 de març de 2004     | Palomar              | NEAT                     |
| 216681 - | 2004 EX93              | 15 de març de 2004     | Socorro              | LINEAR                   |
| 216682 - | 2004 FN137             | 29 de març de 2004     | Socorro              | LINEAR                   |
| 216683 - | 2004 GD3               | 10 d'abril de 2004     | Catalina             | CSS                      |
| 216684 - | 2004 GF5               | 11 d'abril de 2004     | Palomar              | NEAT                     |
| 216685 - | 2004 GM45              | 12 d'abril de 2004     | Kitt Peak            | Spacewatch               |
| 216686 - | 2001 SO208             | 14 d'abril de 2004     | Kitt Peak            | Spacewatch               |
| 216687 - | 2004 GB61              | 15 d'abril de 2004     | Anderson Mesa        | LONEOS                   |
| 216688 - | 2004 GA82              | 13 d'abril de 2004     | Catalina             | CSS                      |
| 216689 - | 1995 SP4               | 19 d'abril de 2004     | Socorro              | LINEAR                   |
| 216690 - | 1999 FV69              | 19 d'abril de 2004     | Socorro              | LINEAR                   |
| 216691 - | 2004 HM30              | 21 d'abril de 2004     | Socorro              | LINEAR                   |
| 216692 - | 2004 HW50              | 23 d'abril de 2004     | Haleakala            | NEAT                     |
| 216693 - | 2004 NM7               | 14 de juliol de 2004   | Socorro              | LINEAR                   |
| 216694 - | 2004 OO5               | 16 de juliol de 2004   | Siding Spring        | Siding Spring Survey     |
| 216695 - | 2004 QY4               | 21 d'agost de 2004     | Goodricke-Pigott     | R. A. Tucker             |
| 216696 - | 2004 QB7               | 22 d'agost de 2004     | Reedy Creek          | J. Broughton             |
| 216697 - | 2004 QX17              | 19 d'agost de 2004     | Socorro              | LINEAR                   |
| 216698 - | 2004 RW142             | 8 de setembre de 2004  | Palomar              | NEAT                     |
| 216699 - | 2004 RC154             | 10 de setembre de 2004 | Socorro              | LINEAR                   |
| 216700 - | 2004 RH155             | 10 de setembre de 2004 | Socorro              | LINEAR                   |

## 216701–216800
| Nom      | Designació provisional | Data de descobriment   | Lloc de descobriment | Descobridor/s        |
| -------- | ---------------------- | ---------------------- | -------------------- | -------------------- |
| 216701 - | 2004 RW162             | 11 de setembre de 2004 | Socorro              | LINEAR               |
| 216702 - | 2000 JL78              | 10 de setembre de 2004 | Socorro              | LINEAR               |
| 216703 - | 2000 YC127             | 10 de setembre de 2004 | Socorro              | LINEAR               |
| 216704 - | 2004 RQ210             | 11 de setembre de 2004 | Socorro              | LINEAR               |
| 216705 - | 2004 RU252             | 15 de setembre de 2004 | Socorro              | LINEAR               |
| 216706 - | 1998 MD43              | 10 d'octubre de 2004   | Socorro              | LINEAR               |
| 216707 - | 2004 XP164             | 12 de desembre de 2004 | Catalina             | CSS                  |
| 216708 - | 2002 CB298             | 18 de desembre de 2004 | Mount Lemmon         | Mt. Lemmon Survey    |
| 216709 - | 2005 AH60              | 15 de gener de 2005    | Socorro              | LINEAR               |
| 216710 - | 2005 CC14              | 2 de febrer de 2005    | Kitt Peak            | Spacewatch           |
| 216711 - | 2005 CD51              | 2 de febrer de 2005    | Kitt Peak            | Spacewatch           |
| 216712 - | 2005 EN1               | 3 de març de 2005      | Mayhill              | A. Lowe              |
| 216713 - | 1995 SZ71              | 1 de març de 2005      | Kitt Peak            | Spacewatch           |
| 216714 - | 2005 EQ26              | 3 de març de 2005      | Catalina             | CSS                  |
| 216715 - | 2005 EN31              | 2 de març de 2005      | Catalina             | CSS                  |
| 216716 - | 2005 EK58              | 4 de març de 2005      | Kitt Peak            | Spacewatch           |
| 216717 - | 2005 EJ86              | 4 de març de 2005      | Socorro              | LINEAR               |
| 216718 - | 2005 EN125             | 8 de març de 2005      | Mount Lemmon         | Mt. Lemmon Survey    |
| 216719 - | 2005 EQ156             | 9 de març de 2005      | Catalina             | CSS                  |
| 216720 - | 2005 EW198             | 11 de març de 2005     | Mount Lemmon         | Mt. Lemmon Survey    |
| 216721 - | 2005 EX199             | 12 de març de 2005     | Kitt Peak            | Spacewatch           |
| 216722 - | 2005 EC286             | 1 de març de 2005      | Catalina             | CSS                  |
| 216723 - | 2005 FK8               | 1 d'abril de 2005      | Goodricke-Pigott     | V. Reddy             |
| 216724 - | 2005 GD21              | 3 d'abril de 2005      | Palomar              | NEAT                 |
| 216725 - | 2005 GV43              | 5 d'abril de 2005      | Anderson Mesa        | LONEOS               |
| 216726 - | 2005 GY50              | 1 d'abril de 2005      | Anderson Mesa        | LONEOS               |
| 216727 - | 2005 GE69              | 2 d'abril de 2005      | Catalina             | CSS                  |
| 216728 - | 2005 GC97              | 6 d'abril de 2005      | Mount Lemmon         | Mt. Lemmon Survey    |
| 216729 - | 1997 HZ15              | 11 d'abril de 2005     | Kitt Peak            | Spacewatch           |
| 216730 - | 2005 GE123             | 6 d'abril de 2005      | Mount Lemmon         | Mt. Lemmon Survey    |
| 216731 - | 2005 GG156             | 10 d'abril de 2005     | Mount Lemmon         | Mt. Lemmon Survey    |
| 216732 - | 1999 TY70              | 12 d'abril de 2005     | Kitt Peak            | Spacewatch           |
| 216733 - | 2001 GM5               | 17 d'abril de 2005     | Kitt Peak            | Spacewatch           |
| 216734 - | 2005 JP15              | 3 de maig de 2005      | Kitt Peak            | Spacewatch           |
| 216735 - | 2005 JN23              | 3 de maig de 2005      | Kitt Peak            | Spacewatch           |
| 216736 - | 2002 UQ46              | 4 de maig de 2005      | Kitt Peak            | Spacewatch           |
| 216737 - | 2005 JK83              | 8 de maig de 2005      | Kitt Peak            | Spacewatch           |
| 216738 - | 2005 JA90              | 11 de maig de 2005     | Mount Lemmon         | Mt. Lemmon Survey    |
| 216739 - | 2005 JH128             | 12 de maig de 2005     | Socorro              | LINEAR               |
| 216740 - | 2005 JR154             | 4 de maig de 2005      | Mount Lemmon         | Mt. Lemmon Survey    |
| 216741 - | 2005 KG11              | 30 de maig de 2005     | Catalina             | CSS                  |
| 216742 - | 2005 LX5               | 3 de juny de 2005      | Catalina             | CSS                  |
| 216743 - | 2000 EB203             | 13 de juny de 2005     | Kitt Peak            | Spacewatch           |
| 216744 - | 2005 MN16              | 25 de juny de 2005     | Palomar              | NEAT                 |
| 216745 - | 2001 TS216             | 28 de juny de 2005     | Palomar              | NEAT                 |
| 216746 - | 2005 NR3               | 1 de juliol de 2005    | Kitt Peak            | Spacewatch           |
| 216747 - | 2001 SO186             | 3 de juliol de 2005    | Mount Lemmon         | Mt. Lemmon Survey    |
| 216748 - | 2005 NT12              | 4 de juliol de 2005    | Palomar              | NEAT                 |
| 216749 - | 2005 NR39              | 7 de juliol de 2005    | Reedy Creek          | J. Broughton         |
| 216750 - | 2004 FF26              | 10 de juliol de 2005   | Kitt Peak            | Spacewatch           |
| 216751 - | 2005 ON31              | 18 de juliol de 2005   | Palomar              | NEAT                 |
| 216752 - | 2005 PR23              | 10 d'agost de 2005     | Cerro Tololo         | M. W. Buie           |
| 216753 - | 2005 QG31              | 22 d'agost de 2005     | Palomar              | NEAT                 |
| 216754 - | 1995 UD72              | 28 d'agost de 2005     | Siding Spring        | Siding Spring Survey |
| 216755 - | 2005 QF83              | 29 d'agost de 2005     | Anderson Mesa        | LONEOS               |
| 216756 - | 2005 QU127             | 28 d'agost de 2005     | Kitt Peak            | Spacewatch           |
| 216757 - | 2005 RT32              | 13 de setembre de 2005 | Vallemare Borbona    | V. S. Casulli        |
| 216758 - | 2005 SX36              | 24 de setembre de 2005 | Kitt Peak            | Spacewatch           |
| 216759 - | 2005 SG45              | 24 de setembre de 2005 | Kitt Peak            | Spacewatch           |
| 216760 - | 2005 SC74              | 24 de setembre de 2005 | Kitt Peak            | Spacewatch           |
| 216761 - | 2005 SD124             | 29 de setembre de 2005 | Anderson Mesa        | LONEOS               |
| 216762 - | 2004 LC1               | 29 de setembre de 2005 | Goodricke-Pigott     | R. A. Tucker         |
| 216763 - | 2003 FE37              | 27 de setembre de 2005 | Kitt Peak            | Spacewatch           |
| 216764 - | 2005 TF99              | 7 d'octubre de 2005    | Catalina             | CSS                  |
| 216765 - | 2005 TG99              | 7 d'octubre de 2005    | Catalina             | CSS                  |
| 216766 - | 2005 UK69              | 23 d'octubre de 2005   | Palomar              | NEAT                 |
| 216767 - | 2000 QM225             | 22 d'octubre de 2005   | Catalina             | CSS                  |
| 216768 - | 2005 UL199             | 25 d'octubre de 2005   | Kitt Peak            | Spacewatch           |
| 216769 - | 2005 UD382             | 26 d'octubre de 2005   | Socorro              | LINEAR               |
| 216770 - | 2005 VX4               | 3 de novembre de 2005  | Socorro              | LINEAR               |
| 216771 - | 2005 WC45              | 22 de novembre de 2005 | Kitt Peak            | Spacewatch           |
| 216772 - | 2005 WY74              | 25 de novembre de 2005 | Kitt Peak            | Spacewatch           |
| 216773 - | 2001 SJ112             | 17 de gener de 2006    | Palomar              | NEAT                 |
| 216774 - | 2006 HK31              | 18 d'abril de 2006     | Palomar              | NEAT                 |
| 216775 - | 2006 HX38              | 21 d'abril de 2006     | Kitt Peak            | Spacewatch           |
| 216776 - | 2003 SF248             | 6 de maig de 2006      | Mount Lemmon         | Mt. Lemmon Survey    |
| 216777 - | 2005 EJ308             | 17 d'agost de 2006     | Socorro              | LINEAR               |
| 216778 - | 2006 QG25              | 18 d'agost de 2006     | Anderson Mesa        | LONEOS               |
| 216779 - | 2006 QL26              | 19 d'agost de 2006     | Palomar              | NEAT                 |
| 216780 - | 2006 QP57              | 27 d'agost de 2006     | Wrightwood           | J. W. Young          |
| 216781 - | 2006 QQ62              | 23 d'agost de 2006     | Socorro              | LINEAR               |
| 216782 - | 2006 QG116             | 27 d'agost de 2006     | Anderson Mesa        | LONEOS               |
| 216783 - | 2006 QO122             | 29 d'agost de 2006     | Catalina             | CSS                  |
| 216784 - | 2005 EX122             | 19 d'agost de 2006     | Kitt Peak            | Spacewatch           |
| 216785 - | 2006 RF36              | 14 de setembre de 2006 | Palomar              | NEAT                 |
| 216786 - | 2006 RQ56              | 14 de setembre de 2006 | Kitt Peak            | Spacewatch           |
| 216787 - | 2000 JK86              | 14 de setembre de 2006 | Kitt Peak            | Spacewatch           |
| 216788 - | 2000 CX90              | 15 de setembre de 2006 | Kitt Peak            | Spacewatch           |
| 216789 - | 2006 SU1               | 16 de setembre de 2006 | Kitt Peak            | Spacewatch           |
| 216790 - | 2000 KJ43              | 17 de setembre de 2006 | Catalina             | CSS                  |
| 216791 - | 2006 SA17              | 17 de setembre de 2006 | Kitt Peak            | Spacewatch           |
| 216792 - | 2006 SN21              | 17 de setembre de 2006 | Catalina             | CSS                  |
| 216793 - | 2006 SJ23              | 17 de setembre de 2006 | Anderson Mesa        | LONEOS               |
| 216794 - | 2006 SE24              | 18 de setembre de 2006 | Catalina             | CSS                  |
| 216795 - | 2000 KK43              | 19 de setembre de 2006 | La Sagra             | La Sagra             |
| 216796 - | 2005 ES158             | 18 de setembre de 2006 | Kitt Peak            | Spacewatch           |
| 216797 - | 2006 SM135             | 20 de setembre de 2006 | Palomar              | NEAT                 |
| 216798 - | 2002 YU35              | 27 de setembre de 2006 | La Sagra             | La Sagra             |
| 216799 - | 2006 SM218             | 28 de setembre de 2006 | La Sagra             | La Sagra             |
| 216800 - | 2006 SC271             | 27 de setembre de 2006 | Socorro              | LINEAR               |

## 216801–216900
| Nom      | Designació provisional | Data de descobriment   | Lloc de descobriment | Descobridor/s          |
| -------- | ---------------------- | ---------------------- | -------------------- | ---------------------- |
| 216801 - | 2006 SW315             | 27 de setembre de 2006 | Kitt Peak            | Spacewatch             |
| 216802 - | 2006 SP358             | 30 de setembre de 2006 | Catalina             | CSS                    |
| 216803 - | 2006 SA379             | 18 de setembre de 2006 | Apache Point         | A. C. Becker           |
| 216804 - | 2006 SD381             | 27 de setembre de 2006 | Apache Point         | A. C. Becker           |
| 216805 - | 2003 ET40              | 30 de setembre de 2006 | Apache Point         | A. C. Becker           |
| 216806 - | 2006 SC390             | 30 de setembre de 2006 | Apache Point         | A. C. Becker           |
| 216807 - | 2002 YE35              | 19 de setembre de 2006 | Catalina             | CSS                    |
| 216808 - | 2005 GG70              | 14 d'octubre de 2006   | Piszkesteto          | K. Sarneczky i Z. Kuli |
| 216809 - | 2002 VV41              | 12 d'octubre de 2006   | Kitt Peak            | Spacewatch             |
| 216810 - | 2003 AJ44              | 12 d'octubre de 2006   | Palomar              | NEAT                   |
| 216811 - | 2006 TK65              | 11 d'octubre de 2006   | Palomar              | NEAT                   |
| 216812 - | 2006 TA118             | 3 d'octubre de 2006    | Apache Point         | A. C. Becker           |
| 216813 - | 2006 UO16              | 17 d'octubre de 2006   | Mount Lemmon         | Mt. Lemmon Survey      |
| 216814 - | 2006 UO69              | 16 d'octubre de 2006   | Catalina             | CSS                    |
| 216815 - | 2004 HG14              | 17 d'octubre de 2006   | Mount Lemmon         | Mt. Lemmon Survey      |
| 216816 - | 2004 FJ140             | 17 d'octubre de 2006   | Mount Lemmon         | Mt. Lemmon Survey      |
| 216817 - | 1999 CL139             | 18 d'octubre de 2006   | Kitt Peak            | Spacewatch             |
| 216818 - | 2000 HM98              | 21 d'octubre de 2006   | Palomar              | NEAT                   |
| 216819 - | 2001 OB38              | 27 d'octubre de 2006   | Mount Lemmon         | Mt. Lemmon Survey      |
| 216820 - | 2004 JQ7               | 27 d'octubre de 2006   | Kitt Peak            | Spacewatch             |
| 216821 - | 2006 UK285             | 28 d'octubre de 2006   | Mount Lemmon         | Mt. Lemmon Survey      |
| 216822 - | 2006 VD7               | 10 de novembre de 2006 | Kitt Peak            | Spacewatch             |
| 216823 - | 2006 VL31              | 11 de novembre de 2006 | Kitt Peak            | Spacewatch             |
| 216824 - | 1995 YM26              | 11 de novembre de 2006 | Kitt Peak            | Spacewatch             |
| 216825 - | 2005 QS149             | 11 de novembre de 2006 | Kitt Peak            | Spacewatch             |
| 216826 - | 2006 VX68              | 11 de novembre de 2006 | Kitt Peak            | Spacewatch             |
| 216827 - | 2003 HQ57              | 11 de novembre de 2006 | Mount Lemmon         | Mt. Lemmon Survey      |
| 216828 - | 2006 VO100             | 11 de novembre de 2006 | Catalina             | CSS                    |
| 216829 - | 2006 VC126             | 15 de novembre de 2006 | Kitt Peak            | Spacewatch             |
| 216830 - | 2004 FY151             | 15 de novembre de 2006 | Catalina             | CSS                    |
| 216831 - | 1998 QS102             | 15 de novembre de 2006 | Kitt Peak            | Spacewatch             |
| 216832 - | 2005 MN44              | 15 de novembre de 2006 | Catalina             | CSS                    |
| 216833 - | 2006 VL150             | 9 de novembre de 2006  | Palomar              | NEAT                   |
| 216834 - | 2006 WY25              | 18 de novembre de 2006 | Kitt Peak            | Spacewatch             |
| 216835 - | 2006 WC42              | 16 de novembre de 2006 | Mount Lemmon         | Mt. Lemmon Survey      |
| 216836 - | 2005 UT133             | 16 de novembre de 2006 | Kitt Peak            | Spacewatch             |
| 216837 - | 2001 YY153             | 19 de novembre de 2006 | Kitt Peak            | Spacewatch             |
| 216838 - | 2006 WD140             | 19 de novembre de 2006 | Kitt Peak            | Spacewatch             |
| 216839 - | 2006 WD199             | 25 de novembre de 2006 | Kitt Peak            | Spacewatch             |
| 216840 - | 2006 WN201             | 17 de novembre de 2006 | Kitt Peak            | Spacewatch             |
| 216841 - | 2006 XQ31              | 12 de desembre de 2006 | Kitt Peak            | Spacewatch             |
| 216842 - | 2005 UX437             | 11 de desembre de 2006 | Kitt Peak            | Spacewatch             |
| 216843 - | 2001 VA1               | 14 de desembre de 2006 | Mount Lemmon         | Mt. Lemmon Survey      |
| 216844 - | 2006 XY65              | 12 de desembre de 2006 | Palomar              | NEAT                   |
| 216845 - | 2006 YR1               | 17 de desembre de 2006 | Mount Lemmon         | Mt. Lemmon Survey      |
| 216846 - | 2005 QM144             | 20 de desembre de 2006 | Palomar              | NEAT                   |
| 216847 - | 2007 EP212             | 8 de març de 2007      | Palomar              | NEAT                   |
| 216848 - | 1990 EW1               | 4 d'octubre de 2007    | Kitt Peak            | Spacewatch             |
| 216849 - | 2007 TX231             | 8 d'octubre de 2007    | Kitt Peak            | Spacewatch             |
| 216850 - | 2006 SV44              | 24 d'octubre de 2007   | Mount Lemmon         | Mt. Lemmon Survey      |
| 216851 - | 2007 VS168             | 5 de novembre de 2007  | Kitt Peak            | Spacewatch             |
| 216852 - | 2005 GX171             | 13 de novembre de 2007 | Catalina             | CSS                    |
| 216853 - | 2007 WK43              | 19 de novembre de 2007 | Kitt Peak            | Spacewatch             |
| 216854 - | 2000 BL23              | 5 de desembre de 2007  | Mount Lemmon         | Mt. Lemmon Survey      |
| 216855 - | 2004 FC147             | 16 de desembre de 2007 | Mount Lemmon         | Mt. Lemmon Survey      |
| 216856 - | 2000 TQ73              | 30 de desembre de 2007 | Mount Lemmon         | Mt. Lemmon Survey      |
| 216857 - | 2008 AF24              | 10 de gener de 2008    | Mount Lemmon         | Mt. Lemmon Survey      |
| 216858 - | 2008 AL85              | 13 de gener de 2008    | Kitt Peak            | Spacewatch             |
| 216859 - | 2000 SC375             | 7 de gener de 2008     | La Sagra             | La Sagra               |
| 216860 - | 2008 BX18              | 29 de gener de 2008    | La Sagra             | La Sagra               |
| 216861 - | 2005 TL184             | 30 de gener de 2008    | Mount Lemmon         | Mt. Lemmon Survey      |
| 216862 - | 1994 PN11              | 30 de gener de 2008    | Kitt Peak            | Spacewatch             |
| 216863 - | 2008 BF44              | 30 de gener de 2008    | Catalina             | CSS                    |
| 216864 - | 2004 CW97              | 30 de gener de 2008    | Catalina             | CSS                    |
| 216865 - | 2008 BH46              | 30 de gener de 2008    | Mount Lemmon         | Mt. Lemmon Survey      |
| 216866 - | 2008 CY169             | 12 de febrer de 2008   | Mount Lemmon         | Mt. Lemmon Survey      |
| 216867 - | 2008 CP197             | 9 de febrer de 2008    | Kitt Peak            | Spacewatch             |
| 216868 - | 2008 DT9               | 26 de febrer de 2008   | Kitt Peak            | Spacewatch             |
| 216869 - | 2008 DR24              | 28 de febrer de 2008   | Mount Lemmon         | Mt. Lemmon Survey      |
| 216870 - | 2008 DL44              | 28 de febrer de 2008   | Kitt Peak            | Spacewatch             |
| 216871 - | 2008 DV68              | 29 de febrer de 2008   | Kitt Peak            | Spacewatch             |
| 216872 - | 2008 DB81              | 26 de febrer de 2008   | Mount Lemmon         | Mt. Lemmon Survey      |
| 216873 - | 2008 DA84              | 18 de febrer de 2008   | Mount Lemmon         | Mt. Lemmon Survey      |
| 216874 - | 2002 YA28              | 2 de març de 2008      | Mount Lemmon         | Mt. Lemmon Survey      |
| 216875 - | 2004 RK206             | 4 de març de 2008      | Kitt Peak            | Spacewatch             |
| 216876 - | 2008 EL54              | 6 de març de 2008      | Kitt Peak            | Spacewatch             |
| 216877 - | 2008 FS54              | 28 de març de 2008     | Mount Lemmon         | Mt. Lemmon Survey      |
| 216878 - | 2008 FL60              | 29 de març de 2008     | Catalina             | CSS                    |
| 216879 - | 2005 UH229             | 27 de març de 2008     | Kitt Peak            | Spacewatch             |
| 216880 - | 2005 UM485             | 31 de març de 2008     | Mount Lemmon         | Mt. Lemmon Survey      |
| 216881 - | 2008 GA32              | 3 d'abril de 2008      | Kitt Peak            | Spacewatch             |
| 216882 - | 2005 UF491             | 26 de maig de 2008     | Junk Bond            | D. Healy               |
| 216883 - | 2008 QG41              | 21 d'agost de 2008     | Kitt Peak            | Spacewatch             |
| 216884 - | 2007 EY106             | 22 de setembre de 2008 | Socorro              | LINEAR                 |
| 216885 - | 2008 SD268             | 24 de setembre de 2008 | Kitt Peak            | Spacewatch             |
| 216886 - | 2008 US47              | 20 d'octubre de 2008   | Kitt Peak            | Spacewatch             |
| 216887 - | 2008 UR83              | 22 d'octubre de 2008   | Mount Lemmon         | Mt. Lemmon Survey      |
| 216888 - | 2008 VS3               | 2 de novembre de 2008  | Zelenchukskaya       | T. V. Kryachko         |
| 216889 - | 2008 YW17              | 21 de desembre de 2008 | Mount Lemmon         | Mt. Lemmon Survey      |
| 216890 - | 2006 OG8               | 29 de desembre de 2008 | Kitt Peak            | Spacewatch             |
| 216891 - | 2009 DN43              | 27 de febrer de 2009   | Kitt Peak            | Spacewatch             |
| 216892 - | 1999 VS171             | 24 de febrer de 2009   | Kitt Peak            | Spacewatch             |
| 216893 - | 2006 OT19              | 28 de febrer de 2009   | Wildberg             | R. Apitzsch            |
| 216894 - | 2006 SH336             | 17 de març de 2009     | La Sagra             | La Sagra               |
| 216895 - | 2000 CD109             | 18 d'abril de 2009     | Catalina             | CSS                    |
| 216896 - | 2000 KG77              | 20 d'abril de 2009     | Kitt Peak            | Spacewatch             |
| 216897 - | 2009 HJ58              | 24 d'abril de 2009     | Vítsiebsk            | V. Nevski              |
| 216898 - | 2006 BK269             | 27 d'abril de 2009     | Kitt Peak            | Spacewatch             |
| 216899 - | 2000 HB87              | 27 d'abril de 2009     | Kitt Peak            | Spacewatch             |
| 216900 - | 2005 QX62              | 27 d'abril de 2009     | Kitt Peak            | Spacewatch             |

## 216901–217000
| Nom    | Designació provisional | Data de descobriment   | Lloc de descobriment | Descobridor/s                                            |
| ------ | ---------------------- | ---------------------- | -------------------- | -------------------------------------------------------- |
| 216901 | 2009 HO88              | 23 d'abril de 2009     | La Sagra             | La Sagra                                                 |
| 216902 | 2009 HA92              | 29 d'abril de 2009     | Kitt Peak            | Spacewatch                                               |
| 216903 | 2006 UD247             | 28 d'abril de 2009     | Cerro Burek          | Cerro Burek                                              |
| 216904 | 2009 HP95              | 16 d'abril de 2009     | Catalina             | CSS                                                      |
| 216905 | 2005 US261             | 18 d'abril de 2009     | Kitt Peak            | Spacewatch                                               |
| 216906 | 2009 HX96              | 30 d'abril de 2009     | Kitt Peak            | Spacewatch                                               |
| 216907 | 2009 JG                | 2 de maig de 2009      | La Sagra             | La Sagra                                                 |
| 216908 | 2009 JQ                | 3 de maig de 2009      | La Sagra             | La Sagra                                                 |
| 216909 | 2009 JB1               | 4 de maig de 2009      | La Sagra             | La Sagra                                                 |
| 216910 | 2009 JM4               | 13 de maig de 2009     | Andrushivka          | Andrushivka                                              |
| 216911 | 2006 UR157             | 24 de maig de 2009     | Mayhill              | A. Lowe                                                  |
| 216912 | 2009 KW7               | 22 de maig de 2009     | Cerro Burek          | Cerro Burek                                              |
| 216913 | 2001 UX88              | 24 de setembre de 1960 | Palomar              | C. J. van Houten, I. van Houten-Groeneveld, i T. Gehrels |
| 216914 | 1995 TP1               | 29 de setembre de 1973 | Palomar              | C. J. van Houten, I. van Houten-Groeneveld, i T. Gehrels |
| 216915 | 2005 QE77              | 29 de setembre de 1973 | Palomar              | C. J. van Houten, I. van Houten-Groeneveld, i T. Gehrels |
| 216916 | 2000 RO98              | 17 d'octubre de 1977   | Palomar              | C. J. van Houten, I. van Houten-Groeneveld, i T. Gehrels |
| 216917 | 1990 TH1               | 14 d'octubre de 1990   | Kitt Peak            | Spacewatch                                               |
| 216918 | 1995 UT23              | 19 d'octubre de 1995   | Kitt Peak            | Spacewatch                                               |
| 216919 | 1996 AK8               | 13 de gener de 1996    | Kitt Peak            | Spacewatch                                               |
| 216920 | 1996 GW9               | 13 d'abril de 1996     | Kitt Peak            | Spacewatch                                               |
| 216921 | 1996 VC3               | 9 de novembre de 1996  | Modra                | P. Koleny i L. Kornos                                    |
| 216922 | 1997 MZ7               | 29 de juny de 1997     | Kitt Peak            | Spacewatch                                               |
| 216923 | 1998 DM12              | 23 de febrer de 1998   | Kitt Peak            | Spacewatch                                               |
| 216924 | 1998 QV53              | 26 d'agost de 1998     | Woomera              | F. B. Zoltowski                                          |
| 216925 | 1998 QE72              | 24 d'agost de 1998     | Socorro              | LINEAR                                                   |
| 216926 | 1998 QR88              | 24 d'agost de 1998     | Socorro              | LINEAR                                                   |
| 216927 | 1994 NN7               | 24 d'agost de 1998     | Socorro              | LINEAR                                                   |
| 216928 | 1998 QB98              | 28 d'agost de 1998     | Socorro              | LINEAR                                                   |
| 216929 | 1998 QR99              | 26 d'agost de 1998     | La Silla             | E. W. Elst                                               |
| 216930 | 1998 SD69              | 19 de setembre de 1998 | Socorro              | LINEAR                                                   |
| 216931 | 1998 UM16              | 23 d'octubre de 1998   | Visnjan              | K. Korlevic                                              |
| 216932 | 1998 VM2               | 10 de novembre de 1998 | Caussols             | ODAS                                                     |
| 216933 | 1998 YP21              | 26 de desembre de 1998 | Kitt Peak            | Spacewatch                                               |
| 216934 | 1999 KT19              | 16 de maig de 1999     | Catalina             | CSS                                                      |
| 216935 | 1999 RJ43              | 13 de setembre de 1999 | Eskridge             | G. Bell i G. Hug                                         |
| 216936 | 1999 RS126             | 9 de setembre de 1999  | Socorro              | LINEAR                                                   |
| 216937 | 1999 RP137             | 9 de setembre de 1999  | Socorro              | LINEAR                                                   |
| 216938 | 1999 RU204             | 8 de setembre de 1999  | Socorro              | LINEAR                                                   |
| 216939 | 1999 SQ13              | 30 de setembre de 1999 | Kitt Peak            | Spacewatch                                               |
| 216940 | 1999 TM16              | 13 d'octubre de 1999   | Ondrejov             | P. Kusnirak i P. Pravec                                  |
| 216941 | 1999 TX20              | 7 d'octubre de 1999    | Goodricke-Pigott     | R. A. Tucker                                             |
| 216942 | 1999 TF58              | 6 d'octubre de 1999    | Kitt Peak            | Spacewatch                                               |
| 216943 | 1999 TZ60              | 7 d'octubre de 1999    | Kitt Peak            | Spacewatch                                               |
| 216944 | 1999 TC61              | 7 d'octubre de 1999    | Kitt Peak            | Spacewatch                                               |
| 216945 | 1999 TA108             | 4 d'octubre de 1999    | Socorro              | LINEAR                                                   |
| 216946 | 1999 TN236             | 3 d'octubre de 1999    | Catalina             | CSS                                                      |
| 216947 | 1999 TM258             | 9 d'octubre de 1999    | Socorro              | LINEAR                                                   |
| 216948 | 1999 TV322             | 14 d'octubre de 1999   | Socorro              | LINEAR                                                   |
| 216949 | 1999 UA63              | 19 d'octubre de 1999   | Socorro              | LINEAR                                                   |
| 216950 | 1999 VF46              | 3 de novembre de 1999  | Socorro              | LINEAR                                                   |
| 216951 | 1999 VV94              | 9 de novembre de 1999  | Socorro              | LINEAR                                                   |
| 216952 | 1999 VS102             | 9 de novembre de 1999  | Socorro              | LINEAR                                                   |
| 216953 | 1999 VS172             | 14 de novembre de 1999 | Socorro              | LINEAR                                                   |
| 216954 | 1999 XG44              | 7 de desembre de 1999  | Socorro              | LINEAR                                                   |
| 216955 | 1999 XB46              | 7 de desembre de 1999  | Socorro              | LINEAR                                                   |
| 216956 | 1999 XN72              | 7 de desembre de 1999  | Socorro              | LINEAR                                                   |
| 216957 | 1993 BY9               | 13 de desembre de 1999 | Kitt Peak            | Spacewatch                                               |
| 216958 | 2000 AK24              | 3 de gener de 2000     | Socorro              | LINEAR                                                   |
| 216959 | 2000 AG26              | 3 de gener de 2000     | Socorro              | LINEAR                                                   |
| 216960 | 2000 AD51              | 3 de gener de 2000     | Socorro              | LINEAR                                                   |
| 216961 | 2000 AW195             | 8 de gener de 2000     | Socorro              | LINEAR                                                   |
| 216962 | 2000 AW227             | 12 de gener de 2000    | Kitt Peak            | Spacewatch                                               |
| 216963 | 2000 BX36              | 30 de gener de 2000    | Kitt Peak            | Spacewatch                                               |
| 216964 | 2000 CG31              | 2 de febrer de 2000    | Socorro              | LINEAR                                                   |
| 216965 | 2000 DH58              | 29 de febrer de 2000   | Socorro              | LINEAR                                                   |
| 216966 | 2000 EW4               | 2 de març de 2000      | Kitt Peak            | Spacewatch                                               |
| 216967 | 2000 EJ64              | 10 de març de 2000     | Socorro              | LINEAR                                                   |
| 216968 | 2000 EO80              | 5 de març de 2000      | Socorro              | LINEAR                                                   |
| 216969 | 2000 EL81              | 5 de març de 2000      | Socorro              | LINEAR                                                   |
| 216970 | 2000 FX55              | 27 de març de 2000     | Anderson Mesa        | LONEOS                                                   |
| 216971 | 2000 JG75              | 5 de maig de 2000      | Socorro              | LINEAR                                                   |
| 216972 | 2000 KQ12              | 28 de maig de 2000     | Socorro              | LINEAR                                                   |
| 216973 | 2000 KG36              | 27 de maig de 2000     | Socorro              | LINEAR                                                   |
| 216974 | 2000 KW58              | 24 de maig de 2000     | Anderson Mesa        | LONEOS                                                   |
| 216975 | 2000 NS3               | 7 de juliol de 2000    | Socorro              | LINEAR                                                   |
| 216976 | 2000 NO13              | 5 de juliol de 2000    | Anderson Mesa        | LONEOS                                                   |
| 216977 | 1991 PF23              | 25 de juliol de 2000   | Prescott             | P. G. Comba                                              |
| 216978 | 2000 OE17              | 23 de juliol de 2000   | Socorro              | LINEAR                                                   |
| 216979 | 2000 QB2               | 24 d'agost de 2000     | Socorro              | LINEAR                                                   |
| 216980 | 2000 QU21              | 24 d'agost de 2000     | Socorro              | LINEAR                                                   |
| 216981 | 2000 QD22              | 24 d'agost de 2000     | Socorro              | LINEAR                                                   |
| 216982 | 2000 QU38              | 24 d'agost de 2000     | Socorro              | LINEAR                                                   |
| 216983 | 2000 QG51              | 24 d'agost de 2000     | Socorro              | LINEAR                                                   |
| 216984 | 2000 QX117             | 25 d'agost de 2000     | Socorro              | LINEAR                                                   |
| 216985 | 2000 QK130             | 31 d'agost de 2000     | Socorro              | LINEAR                                                   |
| 216986 | 2000 QG158             | 31 d'agost de 2000     | Socorro              | LINEAR                                                   |
| 216987 | 2000 QP162             | 31 d'agost de 2000     | Socorro              | LINEAR                                                   |
| 216988 | 2000 QR223             | 21 d'agost de 2000     | Anderson Mesa        | LONEOS                                                   |
| 216989 | 2000 RB14              | 1 de setembre de 2000  | Socorro              | LINEAR                                                   |
| 216990 | 2000 RT20              | 1 de setembre de 2000  | Socorro              | LINEAR                                                   |
| 216991 | 2000 RC25              | 1 de setembre de 2000  | Socorro              | LINEAR                                                   |
| 216992 | 2000 RO40              | 3 de setembre de 2000  | Socorro              | LINEAR                                                   |
| 216993 | 1995 SW39              | 19 de setembre de 2000 | Kitt Peak            | Spacewatch                                               |
| 216994 | 2000 SM19              | 23 de setembre de 2000 | Socorro              | LINEAR                                                   |
| 216995 | 2000 SS46              | 23 de setembre de 2000 | Socorro              | LINEAR                                                   |
| 216996 | 2000 SN48              | 23 de setembre de 2000 | Socorro              | LINEAR                                                   |
| 216997 | 2000 ST51              | 23 de setembre de 2000 | Socorro              | LINEAR                                                   |
| 216998 | 2000 SP52              | 24 de setembre de 2000 | Socorro              | LINEAR                                                   |
| 216999 | 2000 SW52              | 24 de setembre de 2000 | Socorro              | LINEAR                                                   |
| 217000 | 1995 OW14              | 23 de setembre de 2000 | Socorro              | LINEAR                                                   |